# Geschichte der Stadt Dortmund

Wappen der Stadt Dortmund

Die Geschichte der Stadt Dortmund umfasst die Entwicklungen auf dem heutigen Gebiet der Stadt Dortmund von der ersten Besiedlung bis zur Gegenwart und reicht über 1100 Jahre zurück. Die Stadt erlebte zwei Blütezeiten mit europäischer Bedeutung: im 14. Jahrhundert als Vorort der westfälischen Hansestädte in der Hochphase der Städtehanse sowie im 19. und 20. Jahrhundert als Zentrum der Industrialisierung im Ruhrgebiet während der Gründerzeit und danach bis zur Stahlkrise als bedeutender Standort der Montanindustrie. Dortmund ist heute die größte Stadt des Ruhrgebiets und Teil der Metropolregion Rhein-Ruhr.

## Urgeschichte, Frühgeschichte und Altertum

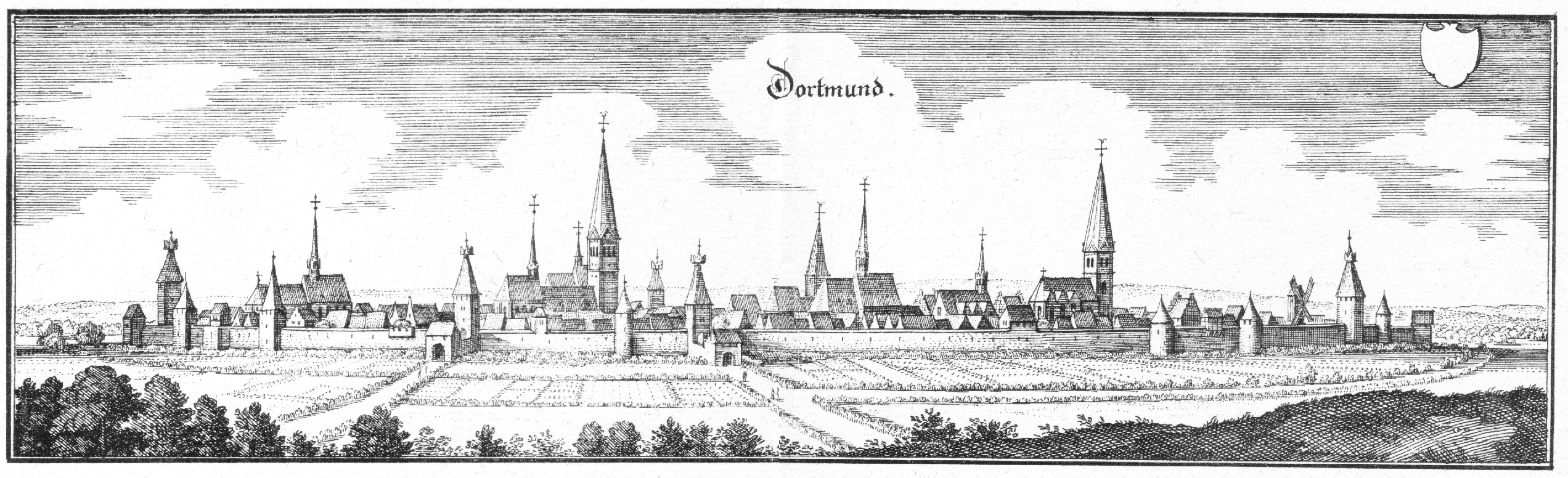
Kupferstich der Stadt Dortmund um 1647 von Matthäus Merian

Erste Spuren der Besiedlung auf dem heutigen Dortmunder Stadtgebiet reichen bis in die Jungsteinzeit zurück. Die Ausgrabung eines jungsteinzeitlichen Dorfes zwischen den Stadtteilen Oespel und Marten belegt dies. Vom Gelände der ehemaligen Dortmunder Ritter-Brauerei ist der bedeutende Goldschatz von Dortmund bekannt. Weiterhin wurden frühmittelalterliche Friedhöfe in Wickede und Asseln gefunden.

## Mittelalter

### Frühmittelalter
Als im Jahr 772 die Sachsenkriege begannen, rückte das heutige Dortmunder Gebiet langsam in den Fokus der politischen Geschehnisse. Auf seinem zweiten Feldzug gegen die Sachsen 775 zog der fränkische König Karl der Große von Düren kommend auf der Straße, die aus der Kölner Bucht durch das Bergische Land und die Westfälische Bucht in Richtung Norddeutschland und Ostseeraum führte, in das sächsische Gebiet. Die fränkischen Reichsannalen berichten von der Eroberung der Sigiburg (der heutigen Hohensyburg), einer wichtigen Fliehburg der Sachsen über dem Zusammenfluss von Ruhr und Lenne.
Karl der Große zog von der Hohensyburg weiter in Richtung Osten; dazu benutzte er vermutlich den Hellweg. Zum Zentrum der fränkischen Herrschaft auf sächsischem Gebiet wurde unter Karl dem Großen Paderborn. Infolgedessen wurde der Hellweg als strategisch wichtige Straße von den Franken zu einer durch Burgen gesicherten Militärstraße ausgebaut. Außerdem wurden im Abstand von Tagesmärschen Ländereien als Reichsgut konfisziert und auf diesen Gütern Reichshöfe zur Versorgung der Truppen angelegt. Im Dortmunder Raum waren dies Brackel am Hellweg, Westhofen an der Ruhr und Elmenhorst an der Lippe. Aufgrund der Lage an der Kreuzung von Hellweg und Nord-Süd-Straße von Köln nach Norddeutschland war Dortmund der bedeutendste Königshof zwischen Duisburg und Paderborn und wohl auch die Verwaltungszentrale für den umliegenden Reichsbesitz, der sich über die oben genannten Reichsgüter hinaus erstreckte.
Die Dortmunder Tradition führt deshalb seit dem Spätmittelalter die Stadtgründung auf Karl den Großen zurück, auch wenn dies letztendlich nicht urkundlich belegt ist. Spuren einer solchen – aufgrund der typisch quadratischen Anlage als von Karl dem Großen gegründet anzusehenden – Burg lassen sich noch bis heute in der Dortmunder Innenstadt nördlich der Reinoldikirche finden. Auch der Name der heutigen Brückstraße (die gemeinsam mit der Wißstraße den heute im Stadtbild noch zu erkennenden Verlauf der Nord-Süd-Straße darstellt) leitet sich wohl nicht von einer Brücke ab, sondern dies war die Straße, die zur Burg (also zum heutigen Dortmund) führte. Die Stelle dürfte aus strategischer Sicht ideal gewesen sein, da sie nah genug an beiden Straßen lag, um diese zu kontrollieren, aber auch den notwendigen Sicherheitsabstand bot. Von dieser Burganlage ist der etwa 500 Meter entfernt gelegene Wirtschaftshof zu trennen. Die fränkischen Burgen boten im Innern lediglich einfache Hütten und wurden nur im Verteidigungsfall besetzt. Die Lage des Wirtschaftshofs ist unbekannt, im Allgemeinen wird aber davon ausgegangen, dass dieser um die 1662 abgerissene St.-Martins-Kapelle (an der heutigen Martinstraße westlich der ehemaligen Thier-Brauerei) lag und damit mit dem späteren Grafenhof identisch ist. Demnach wäre wohl die St.-Martins-Kapelle auch der älteste Sakralbau der Stadt Dortmund gewesen. Spätmittelalterliche Chronisten verwiesen dann auch auf zwei Dörfer, das „alde“ und das „neue Dorp“, die beide bei der Burg „Munda“ gelegen haben sollen und um die es Kämpfe zwischen Sachsen und Römern (oder auch Franken) gegeben haben soll. Auch wenn diese Berichte eher sagenhaften Charakter haben und in erster Linie der volksetymologischen Erklärung des Ortsnamens dienten, verweisen sie doch auf die Trennung zwischen der Siedlung des Wirtschaftshofs und der in ottonischer Zeit neu entstandenen Siedlung um die eigentliche Burg. Offen ist dabei die Frage, ob die Siedlung um den Wirtschaftshof auf einer älteren, vorfränkischen Siedlung beruht.
Die weitere Entwicklung des Königshofes in karolingischer Zeit liegt aus Mangel an schriftlichen Quellen im Dunkeln. Die bisher älteste Erwähnung Dortmunds findet sich im Werdener Urbar. In diesem Einkünfteverzeichnis des Klosters Werden aus den Jahren 880 bis 884 findet sich der knappe lateinische Eintrag:
In throtmanni liber homo arnold[us] viii den[arios] nob[is] soluit [solvit].
(Deutsch: „In Throtmanni zahlt uns der freie Mann Arnold 8 Pfennige.“) Die nächste urkundliche Erwähnung erfolgte dann im Jahr 899, als eine vornehme Frau namens Wichburg und ihre vier Söhne wohl bedeutende Besitzungen in Methler und Aplerbeck dem Stift St. Gereon in Köln schenkte. Die Übergabe fand am 14. Mai desselben Jahres in Trutmania statt, was als Indiz für die zentralörtliche Funktion des Dortmunder Königshofes für eine größere Region zu dieser Zeit gewertet wird. Diese beruhte wahrscheinlich nicht nur auf der gehobenen Rechtsposition als Königshof, sondern auch auf Dortmunds Rolle als wichtiger Handelspunkt zwischen dem fränkischen und dem sächsischen Reichsteil.

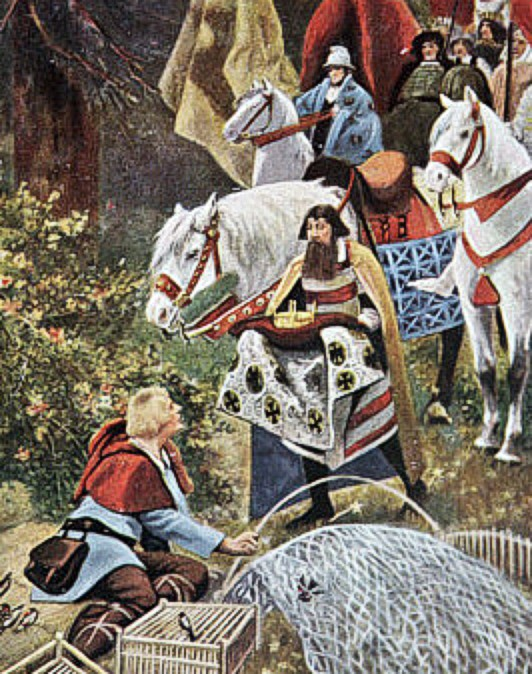
Heinrich I. wird die Krone dargebracht, nach einem Gemälde von Hugo Vogel, 19. Jh. Als Herrscher erneuerte Heinrich die Dortmunder Königspfalz.

Als in der zweiten Hälfte des 9. Jahrhunderts das Karolingerreich allmählich niederging, verfiel auch langsam das von Karl dem Großen aufgebaute Befestigungssystem. Mit König Ludwig dem Kind starb der letzte ostfränkische Herrscher aus dem Geschlecht der Karolinger, und mit der Wahl Heinrichs I. zum König wechselte 919 die Königswürde von den Franken zu den Sachsen. Die daraus resultierende Verlagerung des Reichszentrums sollte für Dortmund und die gesamte Hellwegregion von großer Bedeutung sein. Heinrich I. erneuerte auch das Burgensystem. Die Trennung von Burg und Wirtschaftshof zeigte sich den Einfällen der Magyaren und denen der Normannen nicht gewachsen. Daher wurden innerhalb der Burganlagen feste Wohnhäuser erbaut. Versammlungen und Zusammenkünfte fanden ab dieser Zeit ebenfalls dort und nicht mehr auf dem Wirtschaftshof statt. Außerdem mussten die Burgmannen ihren Wohnsitz in die Burg verlegen. Dies geschah auch in Dortmund. Ungeklärt ist dabei die Frage, ob der Wirtschaftshof ganz aufgegeben wurde oder ob ein Teil der Bevölkerung zurückblieb. Auf jeden Fall folgte wohl ein Großteil der Händler und Handwerker den Burgmannen.
Da der Hellweg zur bevorzugten Reiseroute der Könige zwischen dem westfränkischen Reichsteil und dem sächsischen Stammland wurde, bestand auch die Notwendigkeit, entlang der Strecke Pfalzen anzulegen. Auch wenn die Bezeichnung Pfalz („palatium“) für Dortmund nicht direkt überliefert ist (lediglich die später synonym gebrauchte Bezeichnung curtis regia), so kann man doch davon ausgehen, dass die Stadt im 10. Jahrhundert zur wichtigsten Pfalz Westfalens und der Hellwegregion aufstieg. Ein wichtiges Indiz dafür sind die zahlreichen Aufenthalte der Könige und Kaiser in Dortmund. Beim ersten urkundlich belegten Aufenthalt von Heinrich I. am 13. April 928, also zu Ostern, diente Dortmund gleich als Festtagspfalz. Dieses höchste Fest des Kirchenjahres pflegten die Könige nur an besonderen Orten mit entsprechenden Pfalzgebäuden und vor allem einer den Ansprüchen des Hochfestes angemessen Kirche zu feiern. Allerdings geht aus den Quellen auch hervor, dass Dortmund zu diesem Zeitpunkt eher noch eine aufstrebende Pfalz und noch nicht allgemein bekannt war.
Dies änderte sich aber schon bald unter dem Sohn und Nachfolger von Heinrich I., Otto I. Er kam zunächst 939 nach Dortmund, um den Aufstand seines Bruders Heinrich und seines 938 ermordeten Halbbruders Thankmar niederzuschlagen. Die Dortmunder Burgmannen unter ihrem Anführer Agina hatten sich zunächst Heinrich angeschlossen (oder waren von ihm eingesetzt worden), öffneten aber dem anrückenden König und seinem Heer sofort die Tore, und Otto I. begnadigte Agina daraufhin. Von Interesse für die Stadtgeschichte ist dieses Ereignis, weil in der Sachsengeschichte Widukinds von Corvey in diesem Zusammenhang erstmals von einer urbs Trotmanni die Rede ist. Der lateinische Begriff „urbs“ bezeichnet eine befestigte stadtähnliche Siedlung. Welchen Aufschwung Dortmund in den folgenden Jahren machte, zeigt sich noch einmal deutlich am dritten Aufenthalt Ottos I. in Dortmund am 3. April 953. Wiederum befand er sich im Kampf, diesmal mit seinem Sohn Liudolf und seinem Schwiegersohn Konrad. Ursprünglich hatte Otto I. geplant, die Osterfeiertage in Ingelheim am Rhein zu verbringen, aber da das umliegende Gebiet von seinen Feinden besetzt war, zog Otto I. nach Mainz. Doch auch der Mainzer Erzbischof Friedrich schloss sich den Aufständischen an. So fuhr Otto I. per Schiff über Köln in Richtung Aachen, erfuhr in Köln jedoch, dass die Stadt nicht für eine königliche Osterpfalz gerüstet war. Daraufhin beschloss Otto I., das Osterfest in der nächstgelegenen Pfalz auf sächsischem Gebiet zu feiern und zog nach Dortmund. Eventuell bewog ihn auch die unsichere Lage von Aachen innerhalb Lothringens zu diesem Schritt.
Dass Dortmund mit solch bedeutenden Kaiserpfalzen wie Aachen mithalten konnte, verdeutlicht den vorangeschrittenen Ausbaustand der Pfalzstadt zu dieser Zeit. Von Ottos I. fünftem und letztem Dortmunder Aufenthalt am 13. Juni 960 ist die oben angesprochene Bezeichnung als curtis regia überliefert. Auf die Zeit zwischen 950 und 1000 wird dann auch der Bau des ältesten Teiles der Reinoldikirche als Pfalzkirche datiert. Die Kirche war nicht von Anfang an dem Heiligen Reinoldus geweiht; vermutlich war sie vorher eine Marienkirche. Das Datum der Reliquientranslation des späteren Stadtpatrons ist unbekannt; Vermutungen zielen auf die Amtszeit Annos II. (1056–1075) oder die zweite Hälfte des 12. Jahrhunderts. Etwa zur gleichen Zeit wie die Reinoldikirche dürfte auch das 1906 abgerissene Richthaus als Pfalzbau entstanden sein. Dieses Gebäude stand an der Nordseite des Ostenhellwegs und bildete den westlichen Abschluss der so genannten Reinoldiinsel. In diesem Gebäude übte der Graf (oder ein von ihm ernannter Richter) in Verbindung mit einem Schöffenkollegium das Hochgericht aus.
Die kaiserliche Pfalz dürfte zahlreiche Händler und Handwerker, die zum einen für den Unterhalt der Pfalz notwendig waren und zum anderen von der günstigen Lage und vom erhöhten Verkehrsaufkommen des königlichen Verwaltungsmittelpunktes profitierten, angezogen haben, was wiederum zur allmählichen Stadtwerdung Dortmunds beitrug. Das Gebiet dehnte sich wohl schon seit Ende des 9. Jahrhunderts auch auf den Bereich südlich des Hellwegs aus. Hier entstand auch ein neuer Marktplatz, der vermutlich im Gegensatz zum weiterhin bestehenden alten Markt auf der nördlichen Hellwegseite dem Fernhandel diente.

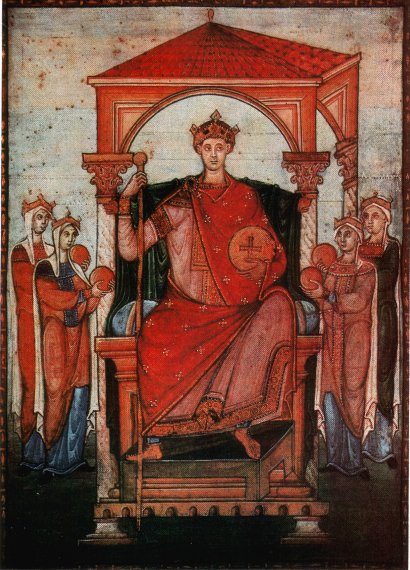
Gregormeister: Kaiser Otto II., Einzelblatt aus einem Registrum Gregorii, Trier nach 983, Chantilly, Musée Condé, Ms. 14 bis

Unter dem Nachfolger Ottos I., Otto II., behielt Dortmund seine Bedeutung als wichtiger Pfalzort. Aus urkundlichen Quellen geht hervor, dass sich der Kaiser insgesamt dreimal in Dortmund aufhielt. Nach dem Aufenthalt im Januar 974 berief er im Juli 978 sogar eine Reichsversammlung nach Dortmund ein, auf der ein Feldzug gegen König Lothar von Frankreich beschlossen wurde. Im darauf folgenden Jahr hielt er sich auch über Ostern in der Stadt auf. Unter der Regentschaft von Adelheid von Burgund, der Großmutter des noch minderjährigen Königs Otto III., fand vom 20. bis 27. Januar 993 wieder eine Reichsversammlung in Dortmund statt. Weitere Aufenthalte von Otto III. datieren auf die Jahre 986 und 997. Otto III. schenkte 997 den „Reichsort Dortmund im Westfalengau“ dem Marienstift in Aachen. Diese Schenkung, die nur kurzzeitig Bestand hatte, sollte dem Stift die Wiederherstellung seiner zerstörten Kirche ermöglichen.
Unter dem Nachfolger Ottos III., Heinrich II., verlagerte sich der Schwerpunkt der königlichen Herrschaft in Westfalen von Dortmund wieder nach Paderborn; allerdings hielt auch er am Dortmunder Reichsbesitz fest und besuchte die Stadt noch fünfmal. Der bedeutendste Aufenthalt war der vom 6. und 7. Juli 1005, bei dem er eine große Synode nach Dortmund einberief, an der neben den Erzbischöfen von Köln, Bremen und Magdeburg noch 13 weitere überwiegend sächsische Bischöfe und der Herzog von Sachsen teilnahmen. In Reaktion auf die Hungersnot desselben Jahres wurde das pactum Trotmundense („Dortmunder Pakt“) geschlossen, der unter anderem eine Gebetsverbrüderung, das Fasten an bestimmten Festtagen und großzügige Almosen vorsah. Die Synode diente aber auch der Vorbereitung des zweiten Feldzugs gegen Herzog Boleslaw von Polen. Eine weitere große Synode fand unter Heinrichs Herrschaft vom 10. bis 14. Januar 1016 in Dortmund statt.
Insgesamt sind 15 Aufenthalte sächsischer Kaiser in Dortmund belegt; aus den Itineraren lässt sich auf ebenso viele weitere Aufenthalte schließen. Damit war Dortmund neben Paderborn (34 nachgewiesene Aufenthalte) politisches Zentrum der Region. Doch auch wirtschaftlich dürfte Dortmund zu den führenden Städten dieser Zeit gehört haben. So erhielten beispielsweise 990 die Kaufleute von Gandersheim dasselbe Recht wie die Dortmunder Kaufleute und zehn Jahre später die Kaufleute von Helmarshausen das gleiche Recht wie die Kaufleute von Mainz, Köln und Dortmund. Das genaue Recht selbst ist nicht überliefert; es kann aber als eine Art frühes Markt- oder auch Stadtrecht angesehen werden. Damit zählte Dortmund zu den ersten Städten im Heiligen Römischen Reich, die nicht auf eine Römerstadt zurückgehen. Münzfunde deuten darauf hin, dass spätestens ab 983 Dortmund auch bedeutender Prägeort war. Dortmund war dabei wohl ein Hauptumschlagsplatz für den Erzhandel zwischen den flandrischen Städten um Lüttich, Huy und Dinant auf der einen und dem sächsischen Goslar auf der anderen Seite. Über Flandern wurden die Erze weiter nach England und vermutlich sogar bis nach Schweden und Norwegen gehandelt.

### Hochmittelalter

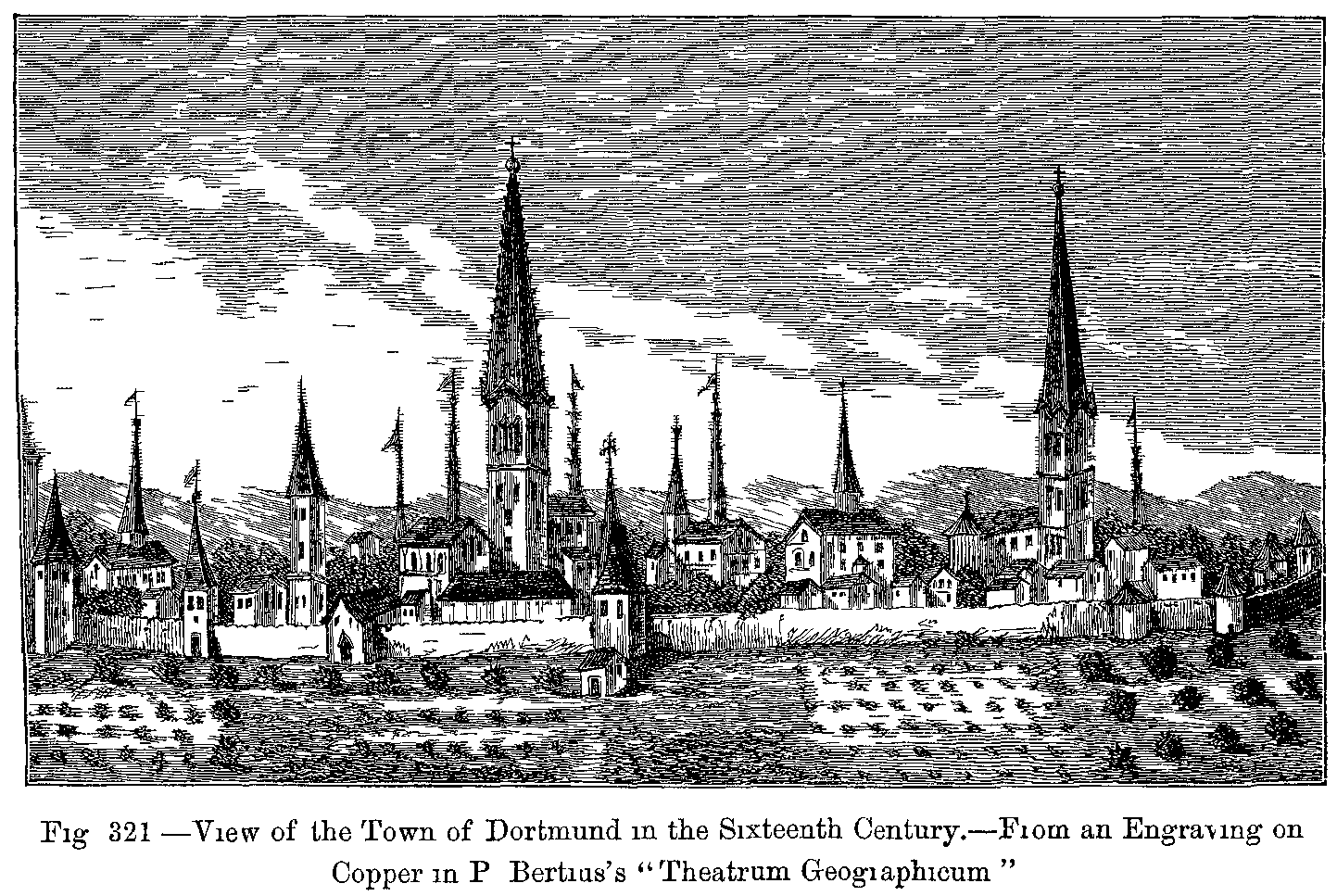
Stadtansicht auf einem Kupferstich aus dem 16. Jahrhundert

Da Heinrich II. keine Kinder hinterließ, starb mit seinem Tod 1024 das sächsische Königshaus aus, und die Krone ging wieder an die Franken über, womit insgesamt auch wieder die Bedeutung des sächsischen Reichsteils abnahm. Neuer König wurde Konrad II. Da unter anderem der sächsische Reichsteil ihm nach seiner Wahl nicht gehuldigt hatte, begab sich Konrad auf einen Königsumritt, der ihn Anfang Dezember 1024 nach Dortmund führte, wo die entscheidenden Verhandlungen für seine spätere Anerkennung stattfanden. In den Jahren 1028 und 1030 besuchte der mittlerweile zum Kaiser gekrönte Konrad Dortmund noch einmal. Im Jahr 1033 erneuerte er die Rechte von Helmarshausen, wobei er sich wie Otto II. auf die Dortmunds bezog.

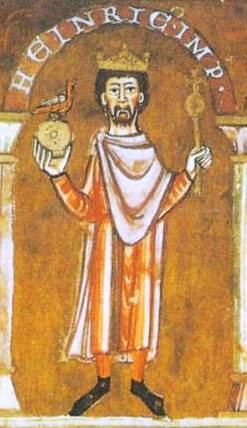
Heinrich IV. (Detail aus einem Evangeliar aus St. Emmeram, nach 1106)

Auch unter den Saliern blieb Dortmund bedeutende Kaiserpfalz. Zunächst besuchte Heinrich III. Ende Februar 1046 Dortmund und investierte den Mönch Rudhard zum Abt von Corvey. Weitere Aufenthalte sind aus den Jahren 1051 und 1052 belegt. Auch sein Sohn und Nachfolger Heinrich IV. besuchte nach seinem Herrschaftsantritt die Stadt im Jahr 1066 sowie nochmals am 14. Mai 1068. Im Jahr 1073 lehnten sich die sächsischen Fürsten gegen den König auf. Zwar besiegte Heinrich die Aufständischen in der Schlacht bei Homburg an der Unstrut, doch mied er das sächsische Gebiet und besuchte Dortmund nicht mehr. Hierbei spielte vermutlich auch eine Rolle, dass zur selben Zeit der Investiturstreit mit Papst Gregor VII. entbrannte. Dass er dabei trotz allem eindeutig die Herrschaft über Dortmund behielt, zeigt beispielhaft die Gewährung der Zollfreiheit in Dortmund an die Wormser Juden 1074. Infolgedessen dürften sich unter Heinrichs Herrschaft die ersten Juden in Dortmund angesiedelt haben.
Sein Sohn Heinrich V. versuchte seine Machtgrundlage zu verbessern, indem er sich auf die Reichsgüter und die aufkommenden Städte stützte. Insbesondere bei den Sachsenfürsten stieß diese Politik auf erheblichen Widerstand. Damit geriet Dortmund als wichtigstes Reichsgut im westlichen Sachsen in das Zentrum dieser Auseinandersetzung. Zunächst besuchte Heinrich zu Mariä Himmelfahrt, am 15. August 1113, Dortmund, wo sich ihm der aufständische Landgraf Ludwig I. unterwarf. Im August des folgenden Jahres wurde Dortmund aber, wie zuvor schon Andernach und Sinzig, von Graf Friedrich I. von Schwarzenburg und anderen Fürsten gebrandschatzt und ausgeraubt. Daraufhin marschierte Heinrich mit einem Heer aus Bayern, Schwaben, Franken und Thüringen in Westfalen ein, befestigte Dortmund erneut und hinterließ eine starke kaiserliche Besatzung. Das übrige Westfalen wurde verbrannt und geplündert; lediglich die Stadt Soest konnte sich freikaufen. In der Schlacht am Welfesholz am 11. Februar 1115 wurde Heinrich jedoch von seinen Gegnern geschlagen, die daraufhin unter Führung von Lothar von Süpplingenburg nach Dortmund zogen und die Befestigung erneut zerstörten. Es wird vermutet, dass dabei auch die Pfalzanlage zerstört, zumindest aber unbenutzbar wurde. Zwar geht aus den Itineraren hervor, dass Lothar nach seiner Königskrönung noch einmal im März 1129 durch Dortmunder Gebiet zog; ein Aufenthalt ist aber nicht belegt. In den folgenden Jahren hatte Dortmund wohl keine größere politische Funktion mehr.
Wirtschaftlich und als Stadt dürfte Dortmund aber weiterhin gewachsen sein. Dazu hat auch die Germanisierung des Nordostens unter Lothar beigetragen. Mit dieser Ostkolonisation ging eine Ausweitung des Handelsverkehrs einher, in dessen Zuge es zu Städtegründungen an der Ostsee kam. Davon profitierte wiederum auch Dortmund als wichtiger Verkehrsknotenpunkt. Münzfunde aus der Zeit zwischen 983 und 1106 deuten aber schon auf wesentlich ältere Fernhandelstätigkeit hin, und auch an der pax Gotlandie („gotländischer Friede“) waren Dortmunder Kaufleute beteiligt. Vermutlich vom ersten staufischen König Konrad III. wurde der Stadt im August 1145 ein Privileg erteilt. Dieses ging beim Stadtbrand 1232 verloren, und somit lässt sich der Inhalt nur aus der Bestätigung von 1236 rekonstruieren. Den Dortmunder Bürgern und Kaufleuten wurde in diesem Privileg Zollfreiheit im ganzen Reich garantiert (zunächst nur an den königlichen Zollstätten, erst unter Friedrich II. wurde daraus eine allgemeine Zollfreiheit), sie durften bei Überlandfahrten nicht unrechtmäßig zum Zweikampf herausgefordert werden, und ihr ausschließlicher Gerichtsstand war vor dem Dortmunder Gericht. Dieses Privileg unterstützte zum einen den schon zu dieser Zeit für Dortmund bedeutenden überregionalen Fernhandel und förderte zum anderen die Entwicklung vom Pfalzort zur Pfalzstadt, indem es neue Bürger anlockte. Bereits vor 1232 war Dortmund als einzige Stadt in Westfalen reichsfrei und wurde seit 928 oft von den deutschen Königen und Kaisern besucht.

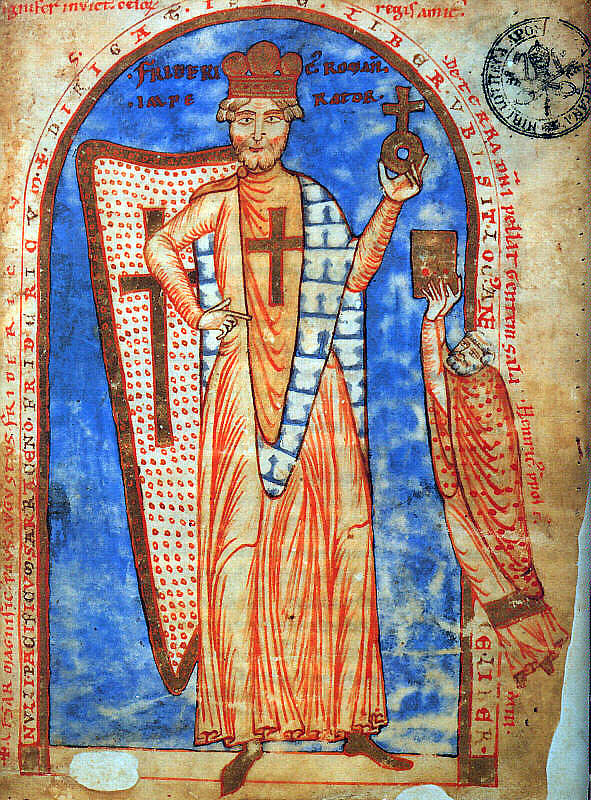
Friedrich I. Barbarossa

Erst unter Friedrich Barbarossa, der sich 1152 und 1154 in Dortmund aufhielt, erlangte die Stadt auch langsam wieder politische Bedeutung. Unter seiner Herrschaft dürften die Pfalzanlagen wieder errichtet worden sein. Ebenfalls in dieser Zeit dürfte die Dortmunder Marienkirche entstanden sein, vermutlich als Pfalzkapelle, da die Reinoldikirche eine eigenständige Funktion als Pfarrkirche erhalten hatte. Friedrich hielt sich insgesamt selten im nordwestdeutschen Raum auf, zwei Aufenthalte in Dortmund sind urkundlich belegt. (Zum Vergleich: nur in Köln, Aachen, Utrecht und Nimwegen hielt er sich häufiger auf; andere große westfälische Städte wie Soest, Paderborn, Münster oder Osnabrück besuchte er dagegen nur einmal). Bei seinem Königsumritt 1152 zog er nach seinem Osteraufenthalt in Köln direkt nach Dortmund, wo er einen ersten Hoftag abhielt. Anwesend waren unter anderem Erzbischof Arnold II., Heinrich der Löwe, Welf VI. und Albrecht der Bär. Bei diesem Hoftag präsentierte sich Friedrich I. erstmals als Herrscher im sächsischen Teil des Reiches. Für die Dortmunder Stadtgeschichte ist dieser Aufenthalt vor allem deshalb bedeutend, weil sich in einer im darauf folgenden Jahr ausgestellten Urkunde, die sich auf diesen Aufenthalt bezieht, der lateinische Begriff “in burgo Tremonia” findet. Der Begriff burgus bezeichnet eine Siedlung, die sowohl in äußerer Form als auch in rechtlicher Hinsicht den Charakter einer Stadt aufweist. Dies war die erstmalige Bezeichnung Dortmunds als Tremonia; der Name lässt sich auch nicht direkt aus den vorher verwendeten Formen ableiten. Auffällig ist vor allem, dass von diesem Zeitpunkt an bis zum Beginn des 14. Jahrhunderts, als wieder deutschsprachige Quellen aufkamen, ausschließlich Tremonia als Name für Dortmund in den Quellen auftaucht. Es wird daher vermutet, dass diese Änderung direkt auf einen Erlass Friedrichs zurückgeht. Wenn er Dortmund zum Zentrum des westfälischen Teiles von Sachsen machen wollte, so war dafür ein eindeutiger und unverwechselbarer Name aus Gründen der Rechtssicherheit sicherlich unerlässlich. Friedrichs zweiter Dortmunder Aufenthalt war ebenfalls von längerer Dauer. Im Jahr 1154 stand Friedrichs Romfahrt an, in deren Vorfeld er eine enorme Reisetätigkeit entwickelte. Vom Dortmunder Aufenthalt sind zwei Urkunden erhalten geblieben, eine vom 17. und eine vom 23. Juni. Angesichts der Tatsache, dass sich auch viele Fürsten, wie die Erzbischöfe von Köln und Mainz, Heinrich der Löwe und die Grafen von Berg, Arnsberg, Kleve und Tecklenburg, aufhielten, kann vermutet werden, dass hierbei ein Hoftag abgehalten wurde. Friedrichs enge persönliche Beziehung zum nahe gelegenen Prämonstratenser-Kloster Cappenberg mag dabei für die Pfalzstadt Dortmund von Vorteil gewesen sein. Erwähnenswert ist in diesem Zusammenhang vor allem die Übergabe des Cappenberger Barbarossakopfes an Friedrichs Taufpaten Otto von Cappenberg. In der Folgezeit hielt sich Friedrich Barbarossa nur noch selten in Westfalen auf. Ab 1180 befand er sich in Auseinandersetzungen mit Heinrich dem Löwen in Sachsen. Quellen aus späteren Jahrhunderten berichten von weiteren Aufenthalten und sogar der Verlegung des Hofgerichts nach Dortmund für zwei Jahre. Zwar würden diese Vorgänge in die Abläufe der Zeit passen, durch zeitgenössische Quellen belegen lassen sie sich aber nicht.
Friedrichs Sohn und Nachfolger Heinrich VI. hielt sich nie in der Hellwegregion und somit auch nie in Dortmund auf. Das Zentrum der Königsherrschaft verlagerte sich zunehmend nach Süddeutschland; der Hellweg verlor als Königsstraße, aber auch als Handelsstraße an Bedeutung. Die erstmalige urkundliche Erwähnung der Grafen von Dortmund 1189 unterstreicht die Entwicklung zu einer weniger direkten Herrschaft der deutschen Könige über die Stadt. Doch blieb die Stadt wichtiges Reichsgut und entwickelte sich gerade unter Heinrichs Herrschaft in Richtung Reichsstadt. So sicherte Heinrich dem Kölner Erzbischof am 25. März 1190 zu, innerhalb der Erzdiözese Köln nur noch in Duisburg und Dortmund königliche Münzen prägen zu lassen. Der bedeutendste Eingriff Heinrichs in die Entwicklung der Stadt ist jedoch die Stiftung des Katharinenklosters am 23. März 1193. Eine solche direkte königliche Stiftung war für die Zeit sehr ungewöhnlich; der Dortmunder Vorgang ist insgesamt einzigartig. Neben der königlichen Stiftung stand weder fest, ob Männer oder Frauen das Kloster beziehen sollten noch welchem Orden sie angehören sollten. Erst 1219 wurde festgelegt, dass es ein nach der Augustinusregel lebender Frauenkonvent sein sollte; erst 1224 wurde die prämonstratensische Observanz vorgeschrieben. Zu diesem ungewöhnlichen Vorgang mag sicherlich auch die für damalige Verhältnisse und für eine so große und bedeutende Stadt wie Dortmund ungewöhnliche Tatsache, dass Dortmund kein Kloster besaß, beigetragen haben. Die Stiftung ist die erste größere Abtretung des Dortmunder Reichsguts, doch selbst dabei bestand der Kaiser auf der Herrschaft über die Klostervogtei.
Die Dortmunder Geschichte war sicherlich bis zum Beginn des 13. Jahrhunderts Königsgeschichte. Zwar haben sich keine Urkunden erhalten, die Auskunft über das städtische Leben vor dieser Zeit geben könnten, doch lässt sich anhand des oben Beschriebenen nachvollziehen, wie sehr die deutschen Kaiser und Könige das Schicksal der Stadt prägten. Mit der Verlagerung des Königszentrums nach Süddeutschland und dem Wachsen der Stadt änderte sich dies aber. Zwar war der Repräsentant des Königs, der Graf, immer noch die wichtigste politische Figur, doch der Einfluss der Bürger und insbesondere der vor allem im Tuch- und Weinhandel tätigen Fernhändler wuchs beständig. Dem oben bereits erwähnten Schöffengericht, das wohl schon zu dieser Zeit mehr als bloße Gerichtsfunktionen wahrnahm, die Stadt nach innen und außen repräsentierte und somit als ein früher Vorläufer eines Stadtrates angesehen werden kann, gehörten nach der Erkenntnis jüngerer Forschungen zu diesem Zeitpunkt zwar noch überwiegend Reichsleute an, doch die Weihe der von den Fernhändlern gestifteten Nicolaikirche 1198 verdeutlicht bereits deren Wohlstand und Einfluss. Die Fernhändler dürften auch schon früh die Führungsschicht unter den um die Pfalz siedelnden Händlern gebildet haben. Auf die zweite Hälfte des elften Jahrhunderts, auf jeden Fall auf die Zeit nach der Überführung der Reinoldireliquien wird der Zusammenschluss der Fernkaufleute in der so genannten Reinoldigilde, die in den folgenden Jahrhunderten eine wichtige Rolle zunächst im Handel, aber schnell auch in der Politik spielte, geschätzt. Erst in späteren Jahrhunderten verschmolz die Schicht der Reinoldigilde mit der der Reichsleute. Um 1200 herum wurde auch die jüngste und in ihren Umrissen bis heute durch den Wallring erkennbare Stadtmauer errichtet. Das ummauerte Gebiet umfasste 81 Hektar, womit Dortmund in dieser Zeit zu den flächenmäßig größten Städten in Nordwestdeutschland gehörte (nur Köln (401 ha), Aachen (175 ha), Münster (104 ha) und Soest (101 ha) waren flächenmäßig größer; Duisburg und Essen mit 33 ha beziehungsweise 37 ha deutlich kleiner). Die Befestigung bestand aus zwei durch einen Graben getrennten Mauern, war insgesamt etwa 3300 Meter lang und durch 14 Türme gesichert. Der rekonstruierte Adlerturm vermittelt einen anschaulichen Eindruck davon, wie mächtig diese Befestigung war. Es darf aber nicht übersehen werden, dass diese Ummauerung der Stadt wohl sehr vorausschauend geplant worden ist. Ein großer Teil des innerhalb der Mauer liegenden Gebiets dürfte anfangs unbebaut gewesen sein, und tatsächlich expandierte die Stadt bis zum Einsetzen der Industrialisierung nie über dieses Gebiet. Die Bevölkerung wird auf 10.000 bis 15.000 Einwohnern geschätzt; somit war im 13. Jahrhundert Dortmund neben Soest die größte westfälische Stadt und gehörte zu den größten Städten im Heiligen Römischen Reich. Einen weiteren Bau aus dieser Zeit stellte das zweigeschossige Alte Rathaus am Alten Markt dar. Dieses zweigeschossige Gebäude war wohl ursprünglich der Sitz des Dortmunder Grafen und ging erst 1241 an die Stadt über. Bis zum Abriss nach dem Zweiten Weltkrieg war es das älteste steinerne Rathaus Deutschlands.

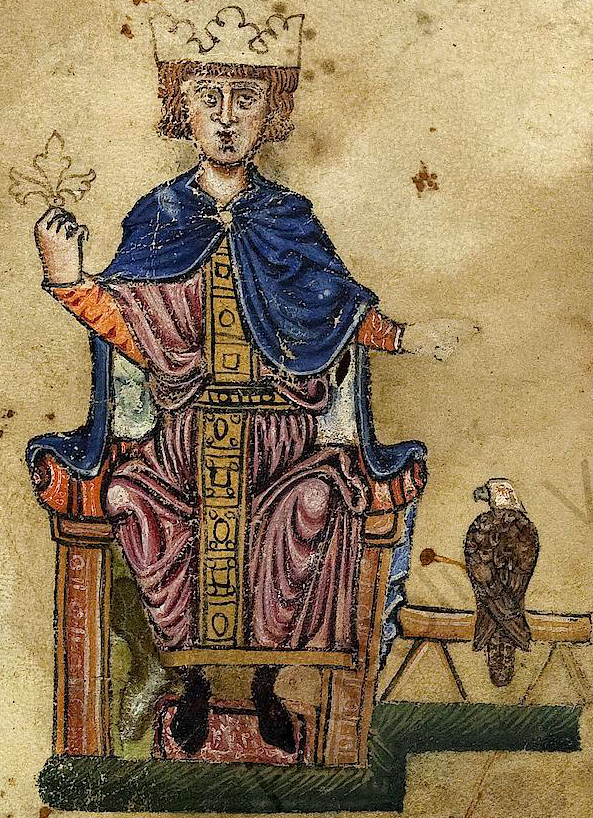
Friedrich II. mit seinem Falken

Heinrichs plötzlicher Tod 1197 löste den Thronstreit zwischen Philipp von Schwaben und Otto IV. aus. Die Verpfändung Dortmunds an den Kölner Erzbischof Adolf I. durch Otto (die aber ohne Folgen blieb), dessen Meidung des Hellwegs auf seinen Reisen von Köln nach Sachsen und zurück sowie der ausschließliche Aufenthalt in im kirchlichen Besitz stehenden Orten Westfalens werden als Indizien dafür gewertet, dass Dortmund auf Seiten Philipps stand. Direktem kaiserlichem Einfluss unterlag Dortmund erst wieder unter Friedrich II. In einer Urkunde vom 20. Juni 1218 bestätigte er die Stiftung des Katharinenklosters, unterstrich aber auch seinen Anspruch auf Dortmund als Königshof. Zwei Jahre später, am 16. April 1220, forderte er Erzbischof Engelbert I. von Köln auf, das Katharinenkloster unter seinen Schutz zu nehmen; die mit der Vogtei verbundenen Rechte sollten aber beim König verbleiben. Wenige Tage später, am 1. Mai, erneuerte Friedrich auch die Privilegien Dortmunds. Die Urkunde ging beim Stadtbrand 1232 verloren, doch lässt sich der volle Wortlaut aus einer Abschrift rekonstruieren. Interessant ist vor allem, dass die Privilegien an die universitas Tremoniensium civium, die Gesamtheit der Dortmunder Bürger, vergeben wurden. Ob dies die erste Adresse dieser Art an die Dortmunder Bürger war, ist unklar; jedoch belegt die Urkunde, dass die Dortmunder Bürger spätestens zu diesem Zeitpunkt eine rechtsfähige Körperschaft oder Genossenschaft mit Genossen gleichen Rechts bildeten.
Da sich Friedrich überwiegend in Italien aufhielt, machte er seinen Sohn Heinrich zum Mitkönig und übertrug ihm die Herrschaft über Deutschland. Der noch minderjährige Heinrich unterstand aber zunächst der Vormundschaft durch Erzbischof Engelbert, in dessen Begleitung er 1224 nach Norddeutschland reiste. Wie viele seiner Vorgänger benutzte er dazu auch die Nord-Süd-Straße über Dortmund. Heinrichs Aufenthalt am 4. September, bei dem neben dem Kölner Erzbischof auch Friedrich von Österreich, Friedrich von Isenberg, Adolf von der Mark und Konrad von Dortmund anwesend waren, stellte für mehr als 150 Jahre den letzten Königsaufenthalt in Dortmund dar.

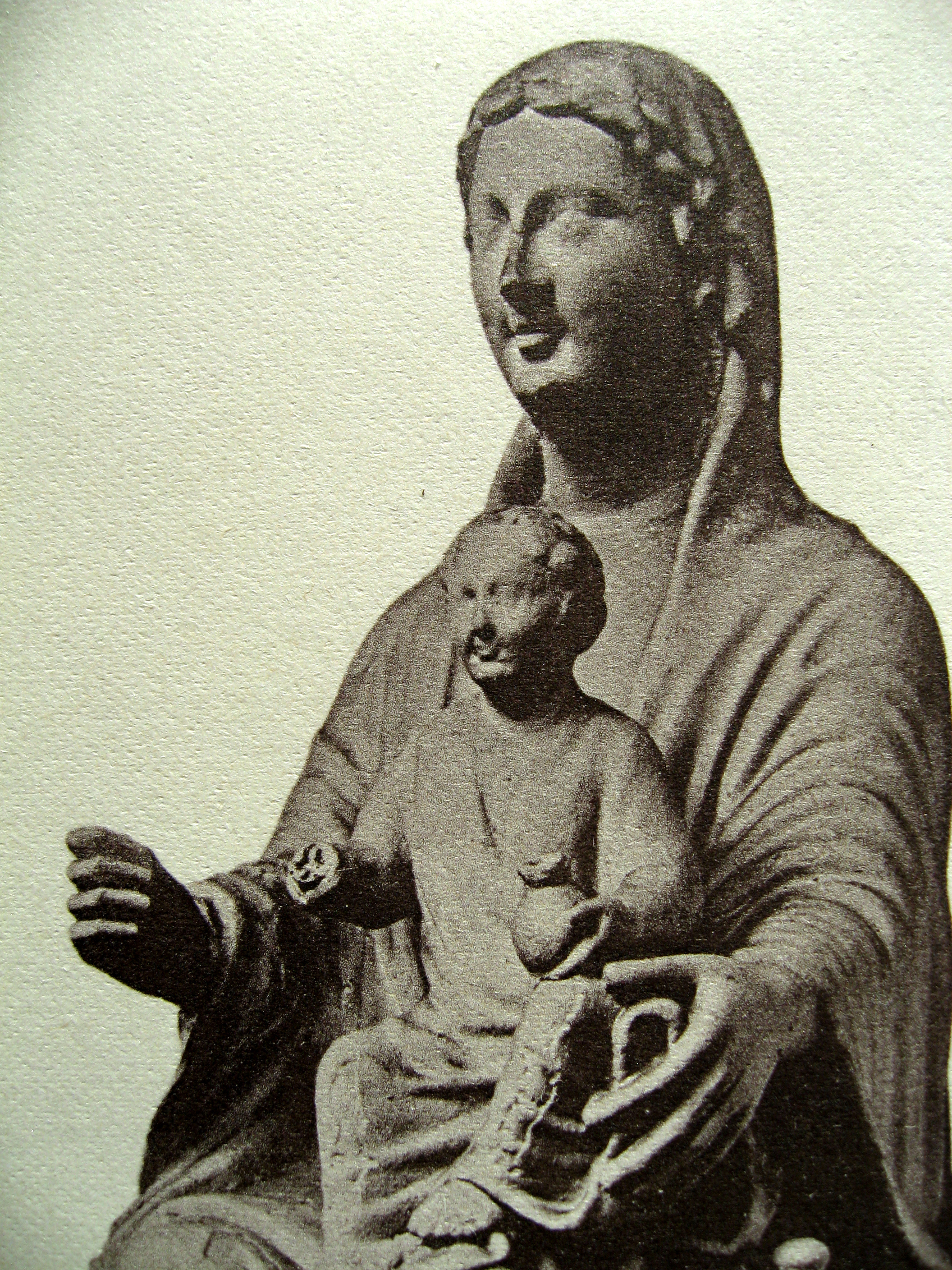
Die Goldene Madonna der Marienkirche

Im Jahr 1232 (oder 1231) kam es dann zu dem oben bereits mehrfach erwähnten Stadtbrand. Vermutlich durch Brandstiftung ausgelöst, zerstörte er die Stadt fast vollständig. Das Feuer wütete wohl vor allem im dicht besiedelten Stadtkern nördlich des Hellwegs und zerstörte nicht nur die hölzernen Häuser der Krämer und Handwerker, sondern auch die steinerne Reinoldikirche. Durch den Brand ging auch das Archiv der Stadt verloren und mit ihm sämtliche Urkunden aus der Zeit vor dem Stadtbrand. Zwar wurde mit dem Wiederaufbau der Stadt unmittelbar begonnen; es gab sogar die Neustiftung eines Minoritenklosters; doch für das wirtschaftliche Leben bedeutete der Brand einen schweren Rückschlag, und so wandten sich die Bürger an ihren Stadtherrn, König Heinrich, mit der Bitte, ihnen einen zweiten Jahrmarkt zu bewilligen. Der König kam dieser Bitte nach und stellte den Dortmundern am 30. September 1232 eine entsprechende Urkunde aus. Von diesem zusätzlichen 14-tägigen Markt, der zu Michaelis (29. September) begann, blieb der bisherige Markt von Christi Himmelfahrt bis Pfingsten unberührt. Die Urkunde ist für die Dortmunder Stadtgeschichte auch deshalb von Bedeutung, weil Dortmund darin erstmals als Reichsstadt (wörtlich: “civitas nostra Tremoniensis imperalis”) bezeichnet wird. Die beim Stadtbrand verloren gegangenen Privilegien Dortmunds wurden 1236 von Friedrich II. erneuert. Der zusätzliche und einzige kaiserlich privilegierte Markt in Westfalen trug wesentlich zum wirtschaftlichen Aufstieg der Stadt bei. Auch die Dortmunder Kaufleute waren zu dieser Zeit schon sehr aktiv im Fernhandel tätig. So ist aus dem Sommer 1229 das erste überseeische Abkommen Dortmunder Händler überliefert. Zwei Kaufleute, Ermbrecht und Albrecht, schlossen darin mit anderen Kaufleuten einen Handelsvertrag mit dem Fürsten von Smolensk ab. Auch die Beteiligung des Dortmunder Grafen an der Kolonisierung und Missionierung Livlands 1200 dürfte sich für die Fernhändler vorteilhaft ausgewirkt haben. Ein Zeugnis des mit dem wirtschaftlichen Aufstieg einhergehenden Wohlstands mag die spätromanische, um 1230 entstandene Madonna mit dem Kind in der Marienkirche sein.

### Spätmittelalter

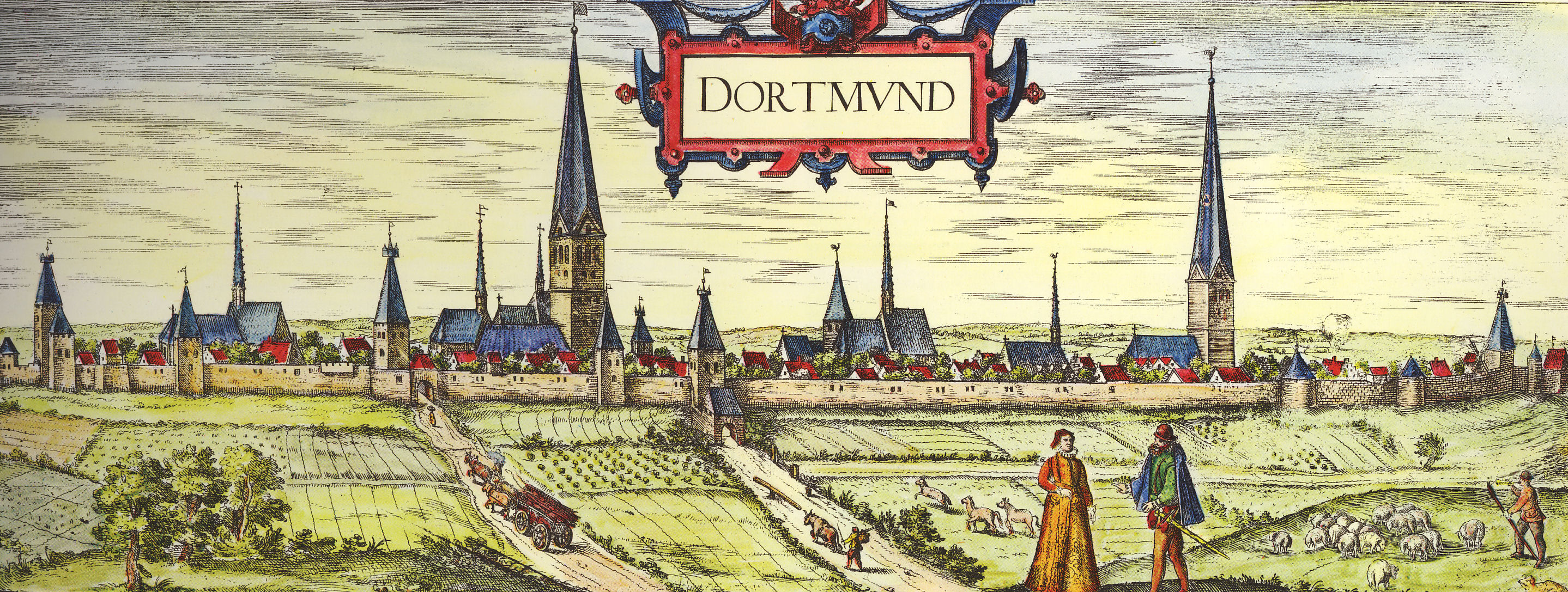
Historische Ansicht von Dortmund von Georg Braun und Franz Hogenberg (zwischen 1572 und 1618)

Die ältesten Urkunden, die sich mit den Geschehnissen innerhalb der Stadt beschäftigen, stammen aus der Zeit nach dem Stadtbrand. Natürlich geht dies auf die Vernichtung älterer Urkunden durch den Brand zurück, doch spiegelt sich hierin auch das Erstarken der Dortmunder Bürgerschaft. Mit dem Niedergang der deutschen Königskrone und der daraus resultierenden Konzentration der deutschen Könige auf ihre süddeutschen Stammesgebiete verloren die Reichsstädte ihre Bedeutung als Stützpunkte des Reisekönigtums, erhielten aber durch ihren wirtschaftlichen Aufstieg ein neues Gewicht als wichtige Steuerzahler. Andererseits führte der Rückgang des direkten königlichen Einflusses zu einem Anstieg der Macht der Reichsfürsten und Ministerialen. In der Umgebung Dortmunds stiegen so die Grafen von der Mark und von Berg sowie die über das Vest Recklinghausen herrschenden Erzbischöfe von Köln zu bedeutenden Territorialherrschern auf. In Dortmund selbst lag die politische Macht zunächst in der Hand des königlichen Statthalters, des Grafen von Dortmund. Diesem stand die sich formierende Bürgerschaft entgegen. Wie bereits oben erwähnt, kann das Schöffengericht als eine Art früher Vorläufer eines Stadtrats angesehen werden.
1240 (oder kurz zuvor) tauchte in den Urkunden erstmals die lateinische Bezeichnung consilium auf. Welchen Einfluss dieser Rat schon hatte, zeigte sich ein Jahr später, als Graf Konrad von Dortmund am 19. Februar ein Haus am Markt, das in einer Urkunde vom 4. September als Rathaus bezeichnet wurde, an die Bürger und Stadt verkaufte. In diesem Dokument sind die 18 Dortmunder Ratsherren mit dem Richter an der Spitze erstmals namentlich aufgelistet. Der Vertrag enthält aber noch weitere Vereinbarungen: Mit dem Haus am Markt gingen auch die Rechte an den Fleisch- und Schuhbänken, am Brothaus und die Reichsrechte am Gebäude über dem Tribunal an die Stadt. Außerdem wurden in diesem Zusammenhang erstmals die Martins- und die Nicolaikirche genannt. Mit diesem Vertrag war gleichzeitig auch der Rat als Selbstverwaltungsorgan der Bürgerschaft konstituiert und vom königlichen Stadtherrn anerkannt. Dies verdeutlicht sich auch in der Besiegelung des Vertrags mit dem (sicherlich älteren) Turmsiegel durch die Ratsherren. Auf den 15. Dezember 1248 datiert eine Urkunde an den Kölner Erzbischof, in der sich die Stadt bereit erklärt, dem Gegenkönig Wilhelm von Holland zu folgen.

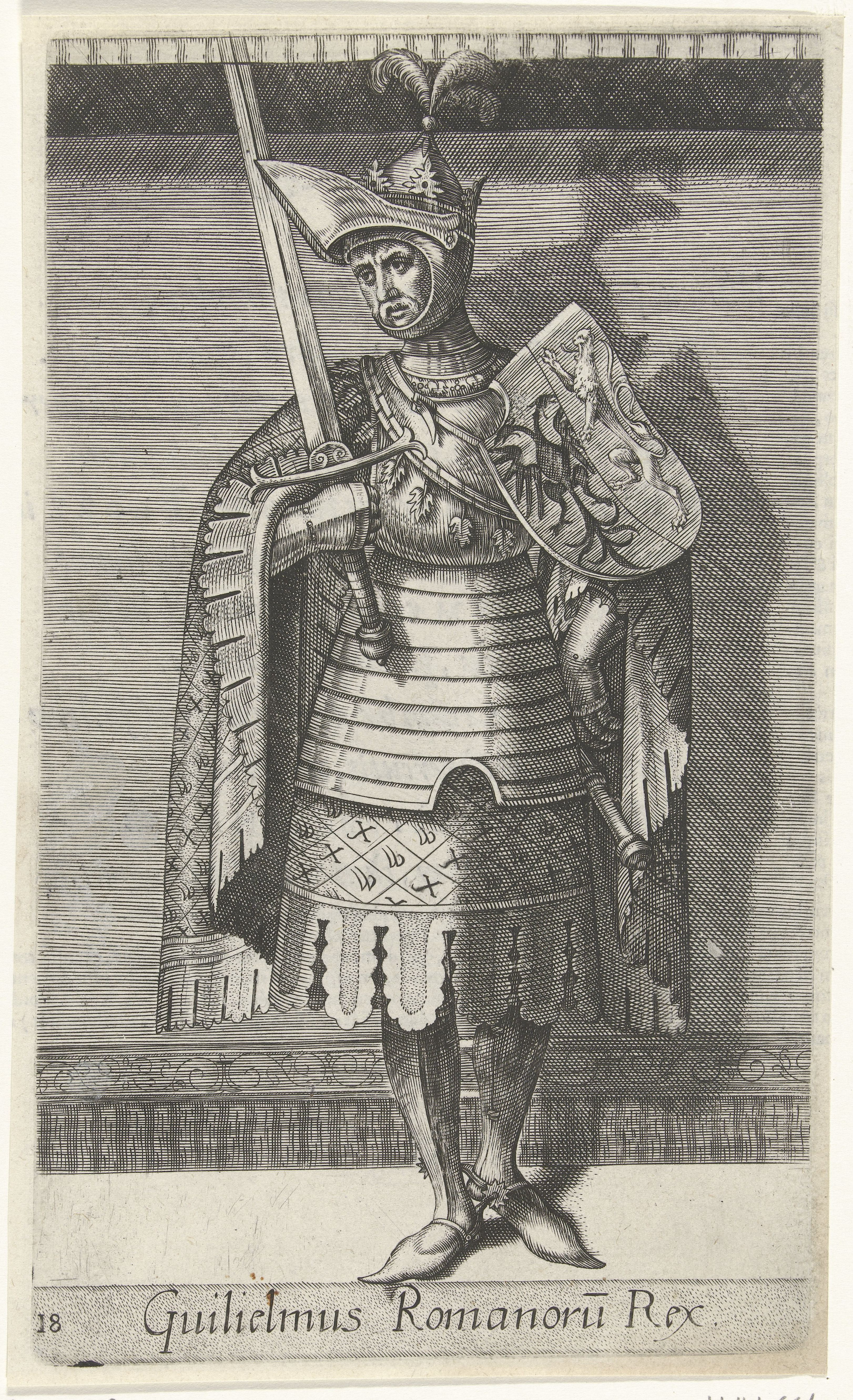
Wilhelm von Holland, Gegenkönig 1248–1254, König 1254–1256, Darstellung des 16. Jh.

Diese Urkunde ist sowohl im Namen des Grafen als auch der Bürgergemeinde und der Ratsleute unterzeichnet – spätestens ab diesem Zeitpunkt ging also der Einfluss des Rates über die Selbstverwaltung hinaus und zielte auch auf die Außenpolitik. Das Verhältnis der Stadt zu Wilhelm von Holland dürfte aber ambivalent gewesen sein, da er zu diesem Zeitpunkt die Stadt eben an den Kölner Erzbischof verpfändet hatte, was eine Bedrohung für die Souveränität Dortmunds darstellte. Andererseits dürfte sich die Unterstützung als wirtschaftlich notwendig erwiesen haben, da er der Stadt erlaubte, mit Holland und Zeeland Handel zu treiben. Welchen Reichtum die Stadt erlangt hatte, lässt sich aus einer Steuerliste aus dem Jahr 1241 ablesen. Daraus geht hervor, dass die vier Dortmunder Königshöfe (neben Dortmund selbst also Brackel, Westhofen und Elmenhorst) zusammen ebenso wie die Dortmunder Juden allein 15 Mark Silber und die Stadt Dortmund 100 Mark Silber an Abgaben zu leisten hatten. Der Einfluss Dortmunds reichte zu diesem Zeitpunkt schon weit über den nordwestdeutschen Raum hinaus. Um 1252 wurde die baltische Stadt Memel unter Mithilfe von Dortmunder Kaufleuten gegründet. Der Dortmunder Einfluss war dabei so groß, dass anfangs erwogen wurde, die Stadt „Neu-Dortmund“ zu nennen. Die Stadtgründer baten die Stadt Dortmund, ihnen eine Aufzeichnung ihres Stadtrechts und ihrer Gewohnheiten zuzusenden. Diese Niederschrift wurde 1252 auch mit dem Titel Über die Freiheit unserer Stadt erstellt und ist damit die älteste Niederschrift der Dortmunder Stadtrechte. Zwar übernahm Memel letztlich das Lübische Recht; doch ist diese Aufzeichnung für die Dortmunder Geschichte von Interesse, da sie neben dem Stadtrecht auch Hinweise auf eine Synagoge und die Tätigkeit von Brauerinnen gibt und somit einen ersten Einblick in die Verhältnisse der Stadt erlaubt.
Als ein weiterer wichtiger Einflussfaktor der Dortmunder Geschichte bildete sich ebenfalls zur Mitte des 13. Jahrhunderts das Femegericht heraus. Bereits 1227 hatte wohl die erste Sitzung des Dortmunder Freigerichts stattgefunden. Dieser Freistuhl wurde dann mit dem Femegericht, dem so genannten „Gericht zum Spiegel“, zusammengelegt. Das Dortmunder Gericht scheint dabei schon früh eine Sonderrolle als Berufungsgericht und oberste Instanz unter den westfälischen Femegerichten eingenommen zu haben. Ein Ratsstatut von 1250 untersagte es diesem Gericht aber, über die Einwohner der Stadt Dortmund zu richten. Die Ursprünge der Feme liegen ebenso wie die Bedeutung des Namens weitestgehend im Dunkel; es gibt aber Vermutungen über einen Zusammenhang mit dem Landfrieden. Für die Entstehung der Dortmunder Feme dürfte dann insbesondere der Mainzer Landfrieden von Bedeutung sein. Trotz dieses Friedens gab es immer wieder Auseinandersetzungen mit den Territorialherrschern. Vor diesem Hintergrund schlossen sich die Städte Dortmund, Soest, Münster und Lippstadt am 17. Juli 1253 auf der Lippebrücke bei Werne zum so genannten Werner Bund, einem der frühesten Städtebünde, zusammen. Die Situation verschärfte sich nochmals, als 1254 König Konrad IV. starb. Gleich zu Beginn des Interregnums von 1254 bis 1273, am 13. Juni 1254, schlossen sich über 70 Städte, darunter auch 16 westfälische und eben auch Dortmund, zum Rheinischen Städtebund zusammen. Der Rheinische Städtebund endete mit dem Ende des Interregnums, doch bestand der Werner Bund in anderer Zusammensetzung bis 1340 fort und ging teilweise in der Hanse auf.
Während die Souveränität der Stadt so nach außen gewahrt werden konnte, betrat in der Dortmunder Innenpolitik eine neue Kraft die Bühne. Aus dem Ratswahlstatut von 1260 geht hervor, dass nur die Mitglieder der Reinoldigilde zu Ratsherren gewählt werden konnten. Dieses Patriziat, das sich selbstbewusst rempublicam Tremoniensem gubernantes (etwa: regierende Herren des Staates Dortmund) nannte und aus einigen einflussreichen Familien wie den Kleppings, Sudermanns, von Wickedes, Swartes, Muddepennings, vom Berges, Lembergs, Berswordts, Wales und Brakes bestand, bestimmte sechs der insgesamt 18 Wahlmänner. Die übrigen Wahlmänner bestimmten die in diesem Dokument erstmals erwähnten Sechsgilden, denen aber nur das aktive Wahlrecht zustand. Darin waren die Gilden der Handwerker, also die St.-Johannis-Gilde der Schuster und Gerber, die der Bäcker, der Fleischer, der Schneider, der Krämer und der Fettkrämer, zusammengeschlossen. Daneben gab es aber auch noch für andere Handwerksberufe Gilden, die so genannten Ämter, deren Mitglieder allerdings nicht zur Ratswahl zugelassen waren. Im Verhältnis zum Grafen nahm aber der Einfluss der Bürgerschaft zu, ab spätestens 1267 wählten die Bürger den Richter selbst; der Graf bestätigte diese Wahl lediglich. Mit dem Erstarken des Patriziats ging auch ein bürgerschaftliches Engagement einher, das sich beispielsweise in der Fertigstellung des ersten, frühgotischen Bauabschnitts der Reinoldikirche 1260 widerspiegelt. Drei Jahre später wurde erstmals von einem Leprosenhaus vor dem Ostentor berichtet; das Heilig-Geist-Hospital wurde schon Ende des 12. Jahrhunderts gegründet.

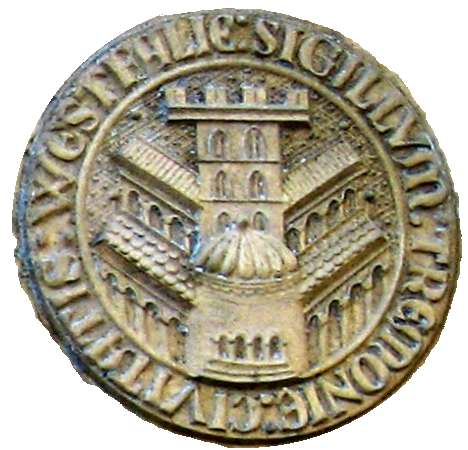
„Siegel Dortmunds, der Stadt Westfalens“ [SIGILLVM TREMONIE CIVITATIS WESTFALIE] hatte seit der Mitte des 13. Jh. der Rat der Reichsstadt Dortmund sein Siegel umschrieben

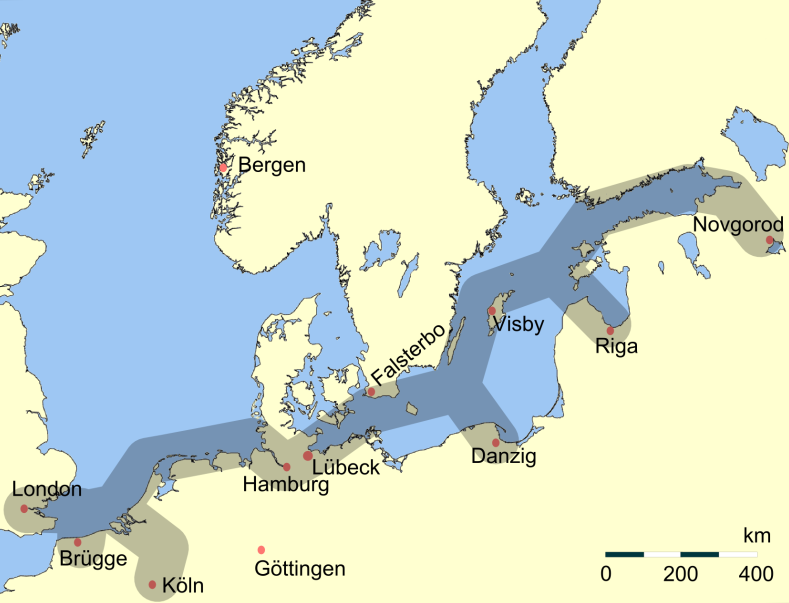
Haupthandelsrouten der Hanse

Dieser innere Aufschwung ging sicherlich auch auf die zunehmende Handelstätigkeit der Dortmunder Kaufleute zurück. Dass Dortmund schon früh eine zentralörtliche Funktion einnahm, zeigt das Siegel von 1257, welches wieder das Turmsymbol enthielt, aber die Inschrift sigillvm tremonie civitatis westfalie (Siegel Dortmunds, Stadt Westfalens) trug. Doch beschränkte sich der Einfluss nicht nur auf Westfalen. Als im selben Jahr die Stadt Krakau neugegründet wurde, ließ sich dort die Dortmunder Familie Sudermann nieder und wurde schnell zu einer der führenden Ratsfamilien. Ohnehin baute diese Familie, ebenso wie die Kleppings, ein weit verzweigtes Handelsnetz auf, das von Historikern teilweise mit dem der Augsburger Fugger im 16. Jahrhundert verglichen wird. Neben den oben genannten Ereignissen und Einflüssen ist wenig über den Dortmunder Osthandel bekannt. Dass aber auch in diesem Bereich Dortmund eine dominierende Stellung innerhalb der sich bildenden Hanse einnahm, zeigt die erste Kontorordnung des Peterhofs in Nowgorod von 1268 (oder 1280), in der festgelegt war, dass zwei der acht Aldermänner Dortmunder sein mussten. Weit mehr ist über den Westhandel bekannt. An der Verhandlung über Rechte deutscher Kaufleute in Flandern in der zweiten Hälfte des 13. Jahrhunderts waren Dortmunder beteiligt, die auch im Hansekontor in Brügge eine führende Rolle einnahmen. Urkundlich belegt ist, dass 1265 der Dortmunder Kaufmann Merbode in London starb. Daraus ist zu schließen, dass sich spätestens um diese Zeit Dortmunder Händler dort niedergelassen hatten. Um 1277 wickelten die Dortmunder Kaufleute ein Siebtel der englischen Wollexporte nach Deutschland ab. Im Juni 1282 schloss schließlich der Dortmunder Kaufmann Gerhard Merbode im Namen der Hanse einen Vertrag mit der Stadt London ab, in der sich die Hanse verpflichtete, auf ihre Kosten ein Stadttor neben dem Kontor, dem späteren Stalhof, errichten zu lassen. Bis 1473 stellten die Dortmunder dann den Londoner Aldermann.
In den folgenden Jahren wuchs Dortmund auch im Inneren weiter, und der Einfluss der Bürgerschaft weitete sich aus. In einer Urkunde aus dem Jahr 1280 wurde erstmals die Dortmunder Beginengemeinschaft erwähnt. Sie besaß einige Häuser am Nordrand der Stadt in der Nähe des Minoritenklosters. Am 5. Dezember 1286 gelang der Stadt der Kauf eines Drittels der gräflichen Gerichtsrechte von Konrad von Dortmund, 1312 folgte ein weiteres Sechstel. Mit der Machtverschiebung zugunsten des Rates entstand auch die Notwendigkeit, die Aufgaben innerhalb desselben zu verteilen. In einer Urkunde vom 10. April 1288 sind erstmals zwei magistri civium erwähnt. Seit 1295 wurden diese Bürgermeister proconsules genannt, 1319 tauchte auch erstmals die deutsche Bezeichnung borgermestere auf. Weitere Ämter wie Rittmeister oder Kämmerer bildeten sich erst im Laufe der Jahre heraus; anstehende Aufgaben wurden wohl noch nach konkretem Anlass übernommen. Während die Stadt also ihre Position gegenüber dem Grafen festigte, war sie gleichzeitig in Auseinandersetzungen mit dem Kölner Erzbischof verwickelt. Dieser beanspruchte das Patronat über die Reinoldikirche. Aber auch in diesem kirchenrechtlichen Prozess konnten sie die Dortmunder Bürger 1290 durchsetzen. Wiederum für die wirtschaftliche Geschichte wichtig war die Übernahme des königlichen Brauregals am 22. August 1293 sowie die Erneuerung und Erweiterung des Grutrechts 1296 durch König Adolf von Nassau. Wer in der Stadt brauen wollte, musste die Grut, eine Bierwürze, beim städtischen Grutmeister beziehen. (Ebenfalls auf das Jahr 1296 datiert der erste Hinweis auf einen Bergmann unter den Dortmunder Bürgern.) Am 26. April 1297 kam es erneut zu einem großen Stadtbrand, der aber keine weiteren Auswirkungen auf die städtische Geschichte zeigte, vielleicht auch weil sich viele Bürger auf einer Wallfahrt nach Syburg befanden.
Währenddessen zeigten sich erste Veränderungen der Hanse von einer Kaufmannsvereinigung zu einem Städtebündnis. So nahm 1299 der Dortmunder Bürger Heinrich Calvus an wirtschaftlichen und politischen Beratungen von Hansestädten in Lübeck teil. Außenpolitisch spitzte sich für Dortmund die Lage allmählich zu. Um 1300 gingen die Reichshöfe Westhofen, Brackel und Elmenhorst an die Grafschaft Mark über. Das Dortmunder Gebiet war damit vollständig von dieser und dem Vest Recklinghausen umschlossen. Letzteres gehörte zum Erzstift Köln, und der Kölner Erzbischof hielt darüber hinaus noch einige Pfandrechte an der Stadt. So hatte ihm beispielsweise König Wilhelm von Holland 1248 das Dortmunder Judenregal verpfändet. Widersprüchliche Doppelverpfändungen dieses Regals in der Folgezeit sowie Drangsalierungen führten zu einer ersten Emigrationswelle unter den Dortmunder Juden um 1300.

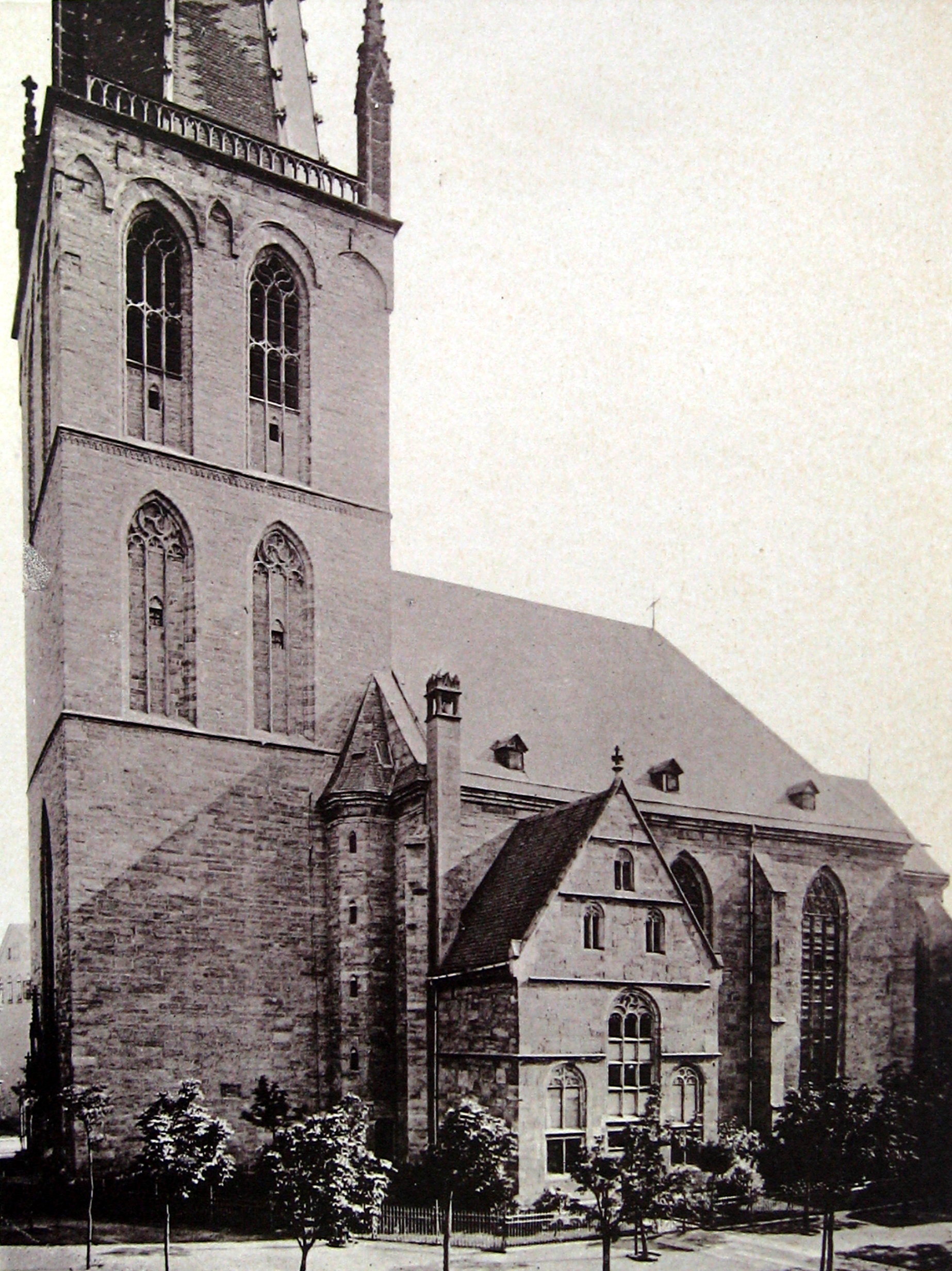
Historische Ansicht der St.-Petri-Kirche

Trotz der äußeren Bedrohung ging der Aufstieg der Stadt weiter voran. Wie oben erwähnt, verfügte die Stadt ab 1312 über die Hälfte der Gerichtsbarkeit in der Grafschaft Dortmund. Als 1316 der letzte Graf aus der Linie der Dortmunder, Konrad III., starb, kam es zu Erbstreitigkeiten. Als diese andauerten, übertrug König Ludwig der Bayer 1320 die Grafschaft so lange an die Stadt, bis sich die Erben geeinigt hatten, und legte darüber hinaus fest, dass die Grafschaft nie in andere Hände als die der Erben oder der Stadt kommen sollte. Noch im selben Jahr stand aber Konrad Stecke als Erbe fest; doch die Dortmunder kauften ihm am 30. November desselben Jahres die Hälfte der Grafschaft ab. Von diesem Handel ausgenommen waren die Eigenleute, das gräfliche Wohnhaus und die Martinskapelle (die aber, wie aus dem Liber valoris hervorgeht, keine Pfarrrechte besaß). Mit dem Aufstieg ging wahrscheinlich ein Bevölkerungswachstum einher. Ein Indiz dafür ist der Baubeginn der St.-Petri-Kirche vermutlich gegen Ende des Jahres 1322. Ein Grund für den Bau einer vierten Pfarrkirche könnten aber auch die Auseinandersetzungen um die Ansiedlung der Dominikaner in den Jahren zuvor gewesen sein. 1309 hatte der spätere Kaiser Heinrich VII. dem Prior der sächsischen Dominikanerprovinz die Erlaubnis zur Gründung eines Konvents in Dortmund gegeben; die päpstliche durch Clemens V. folgte ein Jahr später. Diese Entscheidung stieß beim Dortmunder Pfarrklerus und dem Patriziat, aus dem sich der Klerus rekrutierte, auf Widerstand. Nach einer Entscheidung des Kölner Offizialatsgerichts mussten sie 1313 die Stadt wieder verlassen. Neu entsandte Mönche wurden 1315 aus der Stadt vertrieben. Zwar bestätigte Papst Johannes XXII. die Rechtmäßigkeit der Ansiedlung 1319 nochmals, doch wurden die Dominikaner im Jahr darauf wiederum vertrieben. Erst 1330 gelang mit Hilfe der Gilden die Ansiedlung. Besser erging es dagegen den Beginen. Ihr Besitz dehnte sich aus, und 1315 wurde erstmals das Stift zum Kohlgarten erwähnt, in dem später alle Dortmunder Beginen vereinigt wurden.
Grund für den Aufstieg Dortmunds dürften wohl die exzellenten Handelsbeziehungen, vor allem nach England, gewesen sein. Wie bedeutend vor allem der Wollhandel war, lässt sich an einigen Zahlen ablesen. Zwischen 1328 und 1342 führten Dortmunder 13.206 Sack Wolle von England nach Deutschland ein, dies entsprach fast dem gesamten Wollimport aus England und etwa zehn Prozent des englischen Wollexports.
Über den Wollhandel schrieben die Dortmunder nicht nur deutsche Wirtschaftsgeschichte, sondern ein Stück europäischer Geschichte. Mit Kreditgeschäften mit dem englischen Königshaus während des Hundertjährigen Krieges sind zum ersten Male Bankierstätigkeiten von Kaufleuten in Deutschland belegt, und das gleich in großem Maßstab. Es sind nicht nur für damalige Verhältnisse unermesslich hohen Summen im Spiel; zeitweilig hing das gesamte englische Königreich am Tropf der Dortmunder Hanse. Am spektakulärsten war dabei wohl die Verpfändung der Großen (englischen) Königskrone an ein von Dortmunder Kaufleuten geführtes Konsortium. Die Krone ging zunächst am 27. Februar 1339 an den Trierer Erzbischof Balduin von Luxemburg und sollte im Sommer desselben Jahrs für 50.000 Gulden wieder ausgelöst werden. Als dies scheiterte, übernahmen Dortmunder Kaufleute die Restschuld von 45.000 Gulden und verwahrten die Krone bis 1343 „auf dem Festland“ auf, bevor sie Konrad Klepping, Tidemann Lemberg, Johann vom Walde und Johann Klepping am 26. Dezember desselben Jahres zurückgaben.

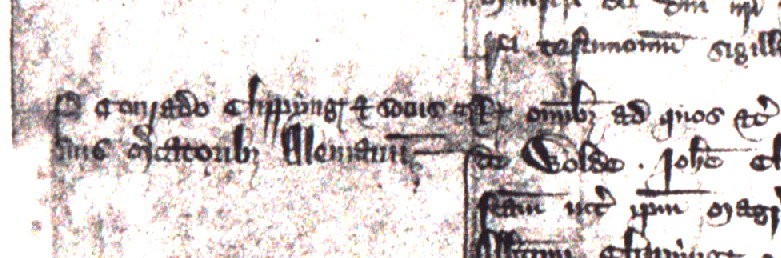
Public Record Office – Patent Rolls C66/199 m26 – Für Conrado Clipping und Kaufleute aus Alemaine

Berechnungen haben ergeben, dass Dortmunder Kaufleute Eduard III. zwischen 1327 und 1345 insgesamt ungefähr eine halbe Million Gulden liehen. Wie gewaltig diese Summe war, ergibt sich aus der Tatsache, dass der englische König seinen Dortmunder Bankiers, zu denen neben Lemberg und Klepping auch Heinrich Muddepenning und Siegfried Spissenagel gehörten, ab 1340 sämtliche Zölle auf das Haupthandelsgut Wolle abtreten musste. Diese frühe „Public Private Partnership“ zog politische Parteinahme nach sich. Konrad Klepping suchte sogar den englischen König persönlich auf, um ihm über die französische Flotte vor der Küste Flanderns Bericht zu geben – die Dortmunder hatten auch in Brügge, wo eine Straße nach ihnen benannt war, Fuß gefasst und waren daher bestens im Bilde. Seine Reisekosten erhielt Klepping wegen dieses Beitrags zum Sieg in der Seeschlacht von Sluis am 24. Juni 1340 mit besonderem Dank erstattet.
Mit dem Reichtum der Stadt stieg auch der Kunstsinn ihrer Bürger. Ein erstes Zeugnis davon liefert die Reinoldusstatue in der Reinoldikirche, die vermutlich in der ersten Hälfte des 14. Jahrhunderts entstand. Dieser Reichtum weckte natürlich die Begierde der umliegenden Territorialherrscher. Schon seit 1328 zahlte die Stadt an die Grafen von der Mark jährlich ein Schutzgeld von 60 Mark, zu dem häufig aus verschiedenen Anlässen noch weitere Zahlungen hinzu kamen. Die Lage spitzte sich weiter zu, als 1340 die märkische Siedlung Hörde die Stadtrechte erhielt. Ein Jahr später folgte Lünen. Zusammen mit Herdecke, Witten, Bochum, Castrop, Unna und Schwerte, die zum Teil auch in dieser Zeit Stadt- oder Marktrechte erhielten, verfügten die Grafen von der Mark nun über einen dichten Ring an Städten, der die Vormachtstellung Dortmunds in der Region brechen sollte. Die strategische Lage Dortmunds war dabei äußerst ungünstig, mit den oben genannten Städten kontrollierten die Grafen von der Mark die Zufahrtswege nach Dortmund, auf die die Handelsstadt dringend angewiesen war. Am 18. März 1352 kam es im Zuge einer Fehde mit dem Grafen von Arnsberg sogar zu einer erfolglosen kurzfristigen Belagerung und einem ebenso erfolglosen nächtlichen Überrumpelungsversuch durch den Grafen Engelbert III. von der Mark. Doch auch Dortmunds Einfluss erstreckte sich über das Stadtgebiet und die Grafschaft Dortmund hinaus. So wurden 1335 erstmals die Freistühle vor dem Burgtor, in Brechten, Waltrop, Elmenhorst, Rauschenburg, Altlünen und Brackel erwähnt.

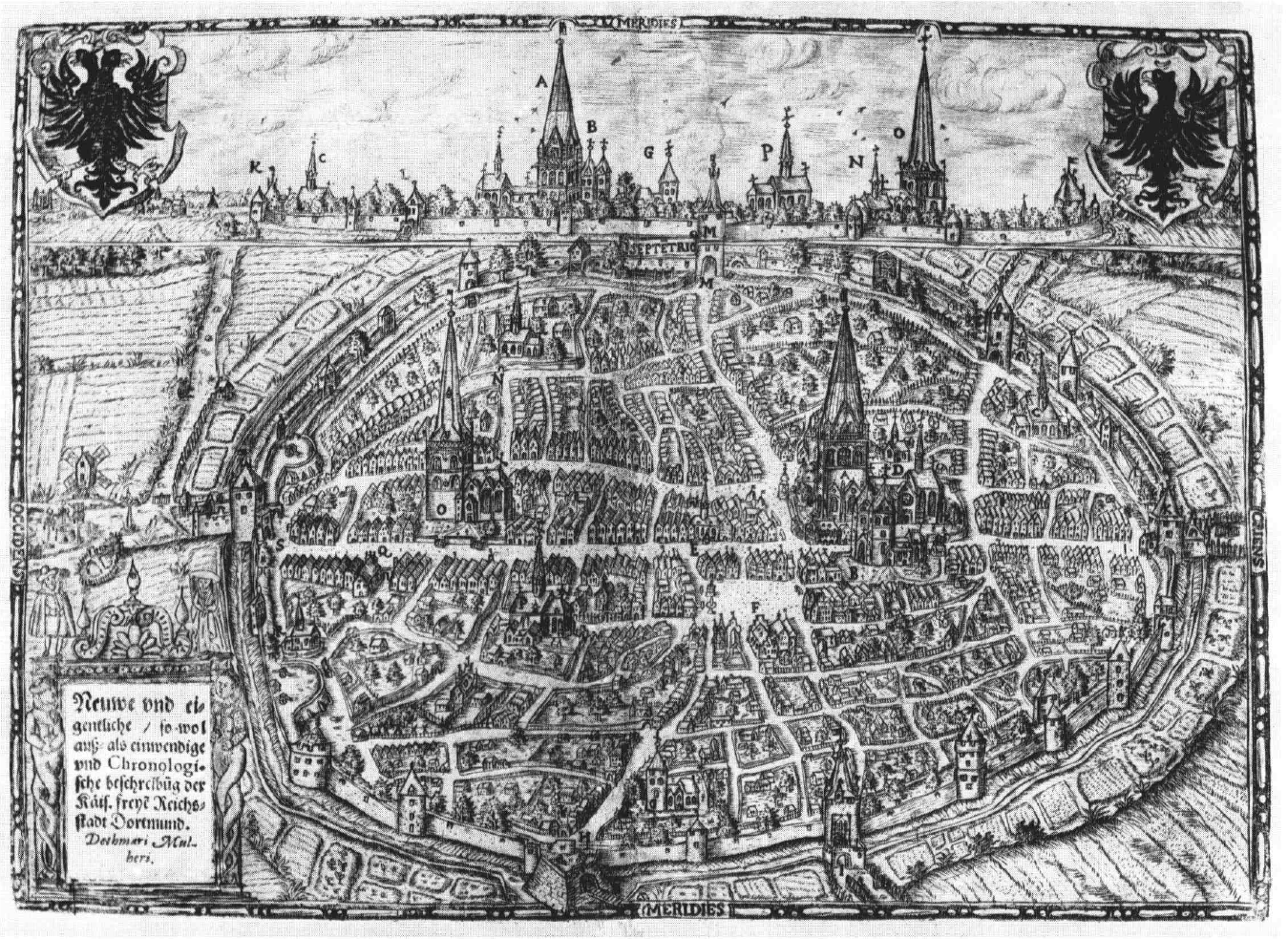
Dortmund um 1610, Kupferstich von Detmar Mulher

Insgesamt war Dortmunds Position so gefestigt, dass diese Angriffe ihre regionale Vormachtstellung vorerst nicht bedrohten. Dazu trug sicherlich auch die innere Geschlossenheit bei. Bereits am 25. August 1332 hatte Dortmund von Kaiser Ludwig dem Bayern auf dem Reichstag zu Nürnberg das sogenannte „Privilegium Ludovicianum“ erhalten, das von Winterfeld als „die Magna Charta Dortmunds“ bezeichnet hat. Auch wenn dieses Dokument wohl nur älteres Gewohnheitsrecht festschrieb, war es insofern von Bedeutung, als es bis zum Ende der Reichsfreiheit die grundlegende Verfassungsurkunde darstellte. Neben den bisherigen Reichsprivilegien, wie etwa dem Rechtsgrundsatz „Stadtluft macht frei“, enthielt die Urkunde also vor allem Angaben zur inneren Verfassung und sicherte diese somit reichsverfassungsrechtlich ab. So war festgelegt, dass der Rat aus 18 auf Lebenszeit gewählten Ratsherren bestand und jedes Jahr ein Ratswechsel stattfand. Somit gab es gewissermaßen zwei Räte, den „zeitigen“ oder „neuen Rat“, der die Amtsgeschäfte führte, und den „alten Rat“, der den Amtsgeschäften noch verbunden blieb. Ratsfähig war, wer von ehelicher Geburt, verheiratet und erbgesessen war sowie den alten Geschlechtern Dortmunds angehörte. Bezog sich das „erbgesessen“ zunächst auf einen Grundbesitz in der Stadt, der wiederum Voraussetzung für das Bürgerrecht war, so wurde später auch die Mitgliedschaft in der Reinoldigilde zur Voraussetzung.
Als neben diesen Erbsassen auch zunehmend die mit gewebten und gewalkten Stoffen handelnden Tuchhändler, die durch die Ausweitung ihres Handels ebenfalls zu Fernhändlern aufgestiegen waren, Mitglieder in der Reinoldigilde wurden, spaltete sich diese Mitte des 14. Jahrhunderts auf. In der Junkergesellschaft (erstmals 1370 erwähnt) waren die alten patrizischen Familien vereinigt und in der Wandschneidergesellschaft (erstmals 1346 erwähnt) die aufstrebenden Fernkaufleute. Die Wandschneidergesellschaft durfte später (ab 1383) dann sechs der 18 Wahlmänner bestimmen. Ausgeschlossen vom passiven Wahlrecht waren weiterhin die gemeinen Bürger, die lediglich über die Sechsgilden zwölf der ebenfalls 18 Wahlmänner stellten (siehe oben). Schon die Festlegung auf 18 Ratsmitglieder in dem Privileg lässt darauf schließen, dass die Handwerker zunehmend versuchten Einfluss zu nehmen und eventuell sogar selbst Ratsmitglieder stellen wollten.
Auch das kaiserliche Privileg setzte noch keinen Schlussstrich unter diese Auseinandersetzung. Die Bürger versuchten vielmehr dem Kaiser eine Abschrift der Urkunde ohne die vier Paragraphen zur Ratswahl zu übergeben. Die kaiserliche Kanzlei sollte dazu mit einer großen Geldsumme bestochen werden. Der Schwindel flog aber auf, und der Kaiser tadelte die Dortmunder Bürger in einem Mandat vom 5. Mai 1333 wegen ihres „lächerlichen und eselhaften Ansinnens“ und behielt zur Strafe das Geld ein. Trotzdem öffnete sich die städtische Führungsschicht wohl mit der Aufspaltung der Reinoldigilde. Als es in der 1340er zu Auseinandersetzungen um Forst- und Weiderechte mit den Reichsleuten und ihrem Schutzherrn, dem Grafen von der Mark, kam, traten neben dem Rat auch die Erbsassen und die Sechsgilden als Vertreter der gemeinen Bürger auf. Ab 1354 agierten dann diese drei Gruppen in allen wichtigen Stadtbeschlüssen gemeinsam, auch wenn die Entwicklung der Erbsassen und Sechsgilden zu organisierten Kollegien erst ab etwa 1400 abgeschlossen war.
1350 erreichte der Schwarze Tod Dortmund, zeigte hier aber nicht so verheerende Folgen wie andernorts. Als vermeintliche Schuldige wurden die Juden angegriffen. Diese hatten sich gerade in der Stadt etablieren können, wie der Ankauf des jüdischen Friedhofs vor der Stadtmauer 1336 oder der Kauf der Synagoge zehn Jahre später zeigt. Anders als in anderen Städten, wo die Pogrome zur Verbrennung und Hinrichtung der Juden führten, wurden die Dortmunder Juden „nur“ aus der Stadt vertrieben.
1358 wurden die bisher selbstständig agierenden Städte Köln und Bremen Mitglied der Hanse, und der Wandel hin zum Städtebündnis schritt weiter voran. Dieses Bündnis fing bald an, eigene Kriege zu führen – eine Entwicklung, der sich die Dortmunder zu widersetzen versuchten. So blieben sie 1367 dem Hansetag in Köln, auf dem der Seekrieg gegen Dänemark beschlossen wurde, fern. Ohnehin stand für Dortmund zu dieser Zeit das Verhältnis zu den Nachbarstaaten im Mittelpunkt. Dortmund versuchte einer offenen Auseinandersetzung, wie oben bereits beschrieben, durch Kooperation und Zugeständnisse entgegenzukommen. Auf den 28. Februar 1364 geht ein erstes Bündnis mit den Grafen von der Mark zurück; 1376 wurde ein weiteres Bündnis geschlossen, das das Verhalten im Streitfall regelte. Trotzdem kam es immer wieder zu Übergriffen auf die Stadt, so beispielsweise am 17. Juli 1377 zur Belagerung und Beschießung durch Graf Wilhelm II., einen Verwandten der märkischen Grafen.
Eine kurze Atempause erhielt die Stadt, als Kaiser Karl IV. am 23. und 24. November 1377 von Lübeck kommend die Stadt besuchte. Dies war im Übrigen der erste Kaiserbesuch seit 1224 und sollte auch für die ganze übrige reichsstädtische Zeit der letzte in der einzig verbliebenen westfälischen Reichsstadt bleiben. Entsprechend groß wurde er vonseiten der Stadt gefeiert. Rund 200 Reiter zogen dem Kaiser bis an die Stadtgrenze von Unna entgegen, die Bürgermeister übergaben ihm in Körne symbolisch die Stadtschlüssel, die gesamte Geistlichkeit und die Bürgerschaft begrüßten ihn dort, und gemeinsam zogen sie bis zur Reinoldikirche. In einem feierlichen Gottesdienst wurde dem Kaiser, einem begeisterten Reliquiensammler, gestattet, sich zwei Knochenstücke aus der Reinoldusreliquie zu nehmen. Im Gegenzug erneuerte der Kaiser das Privileg von 1332, stellte eine Urkunde aus, in der betont wurde, dass die Stadt niemals ohne die Zustimmung der Dortmunder Bürger an einen fremden Landesherren verpfändet oder veräußert werden sollte, und forderte die Grafen von der Mark und von Berg sowie den Kölner Erzbischof zur Verteidigung dieses Status auf.
Nur wenige Wochen später, vom 16. bis zum 18. Januar, besuchte Kaiserin Elisabeth die Stadt erneut. Der kaiserliche Besuch wurde von den Zeitgenossen aufgrund der Ausstellung der Urkunden als großer diplomatischer Erfolg empfunden; allerdings gab es auch schon Zweifel, ob diese Privilegien gegen die umliegenden Territorialherrscher und unter Karls Sohn Wenzel gehalten werden konnten. Diese Zweifel sollten sich als berechtigt herausstellen. Am 4. Oktober 1378 kam es zum Verrat der Stadt durch Agnes von der Vierbecke, die Witwe eines Dortmunder Sudermann, die aber ihren märkischen Verwandten näherstand. Wie im trojanischen Pferd sollte eine in zwei Heuwagen versteckte Schar märkischer Soldaten in die Stadt geführt werden. Sobald das äußere Tor geöffnet war, schickte sie den Pförtner einen Potthast kaufen (im Übrigen eine der frühesten Erwähnungen dieses Dortmunder Gerichts) und gab den im Hinterhalt lauernden übrigen Soldaten das verabredete Zeichen. Allerdings war das innere Tor noch verschlossen, und so konnte dieser Angriff abgewehrt werden. Die Dortmunder erkannten in diesem Angriff die Handschrift Engelberts III. von der Mark und ließen in der Folge Spottgedichte über ihn kursieren – ein Zeichen, wie sicher sich die Dortmunder in ihrer Stadt fühlten. Dazu hatten sicherlich auch die von der Stadt ergriffenen Verteidigungsmaßnahmen geführt. Bereits 1367 hatte die Stadt den Dortmunder Königshof von den Grafen von der Mark gekauft. 1387 kaufte sie vom Grafen von Limburg die Herrschaft und das Gericht Mengede und übergab es Ernst von Bodelschwingh als Mannslehen. Außerdem wurden im selben Jahr die Stadtmauern nochmals verstärkt. Dass die Entwicklung der Stadt trotz dieser äußeren Bedrohung weiter fortschritt, zeigt die Stiftung des Gasthauses 1358, die Rückkehr der Juden 1373, die erste Erwähnung einer Goldschmiedezunft 1378 und die einer Armentafel 1382.
Die Lage änderte sich, als sich die Grafschaft Mark mit Kurköln verbündete. Der Kölner Erzbischof Friedrich III. von Saarwerden hatte sowohl 1346 von Karl IV. als auch 1375 von Wenzel Pfandrechte an Dortmund erhalten, konnte diese jedoch nicht wirksam werden lassen. Trotzdem war es aufgrund von internen Auseinandersetzungen nie zu einem Bündnis mit den märkischen Grafen gekommen. Als diese überwunden waren, versuchten sie Dortmund ihrer Herrschaft zu unterwerfen. Am 21. Februar 1388 erreichte der Fehdebrief des Kölner Erzbischofs den Dortmunder Rat, am Tag darauf der des Grafen von der Mark. Damit begann die Große Dortmunder Fehde. Der Koalition gegen Dortmund schlossen sich mehr und mehr Landesherren an, unter ihnen die Erzbischöfe und Kurfürsten von Mainz und Trier, die Bischöfe von Augsburg, Bamberg, Münster, Paderborn und Osnabrück, die Pfalzgrafen bei Rhein sowie die Herzöge und Grafen von Jülich-Berg-Ravensberg, Württemberg, Moers, Sponheim, Braunschweig-Lüneburg, Tecklenburg, Rietberg und Holstein-Pinneberg. Hinzu kamen einige kleinere westfälische Städte und rund 1.200 Angehörige des landsässigen niederen Adels.
Diese Koalition erscheint zunächst übermächtig, doch nahm ein Großteil der Koalitionäre nur pro forma an diesem Krieg teil. Entsprechend kam es auch nicht zur Aufstellung eines ansonsten üblichen Söldnerheeres. Auf der Gegenseite konnte sich Dortmund auf seine starken Stadtmauern verlassen. Außerdem warb die Stadt noch 70 Ritter, 49 Pikenmänner und 29 englische Bogenschützen an und konnte auf die Unterstützung vier adeliger Helfer setzen, die auch noch weitere 79 Reiter auf eigene Kosten stellten. Demgegenüber war die Unterstützung der verbündeten Städte eher schwach. Einer Bitte Dortmunds, immerhin einer der führenden Hansestädte der Zeit, um die Gewährung von Krediten kamen die übrigen Hansestädte kaum nach. Lediglich Lübeck, Stralsund, Deventer und Zwolle gewährten Darlehen in einer Höhe von zusammen eher bescheidenen 2.000 Gulden. Offenbar wurde die Tragweite des Angriffs, der gemeinsam mit dem Krieg gegen den Süddeutschen Städtebund den Auftakt zu einer Reihe von Auseinandersetzungen zwischen einer Stadt und einer Fürstenkoalition bildete, nicht erkannt. Die Stadt erwiderte noch am 22. Februar die Fehde, und unmittelbar darauf kam es zu ersten Kriegshandlungen. Die Kölner errichteten ihr Lager nördlich des Burgtors und bauten die Rovenburg auf. Die märkischen Truppen ließen sich im Westen der Stadt an der Emscher bei der Stadtmühle nieder und rissen diese ab, um mit den Steinen einen Turm zu bauen. So sollte die Stadt von der Außenwelt abgeschnitten und ausgehungert werden. Bereits am 24. Februar kam es zu einem ersten Beschuss; die eigentliche Beschießung der Stadt durch die märkischen Truppen begann aber erst am 17. April. Dortmund erwiderte die Kanonade und richtete dabei wohl erheblichen Schaden unter den Angreifern an. Am 29. Mai kam es zu einem ersten Ausfall der Dortmunder. Diese Ausfälle dauerten die ganze Fehde über an; aufgrund alter Chroniken wird ihre Anzahl auf insgesamt 110 geschätzt.
Erste Vermittlungsversuche gab es schon frühzeitig. So trugen die Kölner und Märker ihre Forderungen erstmals am 24. Juni vor; diese wurden aber von den Dortmundern rundweg abgelehnt. Weitere Vermittlungsversuche gab es während der gesamten Fehde. Nach den ersten gescheiterten Verhandlungen wurde die Beschießung am 30. Juni intensiviert; die insgesamt 238 steinernen Kugeln zerstörten aber lediglich einige Gebäude und töteten eine Kuh und zwei Schweine. Am 10. Juli kam es dann zu einem heftigen Gegenfeuer aus Dortmund, bei dem wohl auch ein modernes Pulvergeschütz eingesetzt wurde. Diese Waffe versetzte die Angreifer dermaßen in Schrecken, dass sie den Belagerungsring lockerten – ein für den Ausgang des Krieges wichtiger Schritt, da die Dortmunder nun wieder die Felder vor der Stadtmauer bewirtschaften konnten. Da die Stadt zusätzlich vor der Fehde noch größere Getreidevorräte angelegt hatte, erschien nun ein Aushungern der Stadt als aussichtslos. Dortmund ließ sich trotz entsprechender Provokationen nicht zu einer offenen Feldschlacht verleiten, sondern konzentrierte sich auf die oben genannten Ausfälle, die wohl auch zur Versorgungssicherung notwendig waren. Am 3. Oktober gelang bei einem solchen die Zerstörung der Rovesburg; am 12. Dezember setzten die Verteidiger Schüren in Brand, um so die Besatzung der Hörder Burg aus dieser herauszulocken. Die Dortmunder wollten dann mit einer zirka 600 Mann starken Truppe die Stadt einnehmen. Dieser Anschlag misslang aber.
Die Fehde dauerte nun an, ohne dass ein Sieg einer der beiden Seiten oder eine gütliche Einigung in Sicht waren. So versuchte Dortmund die Fehde zu beenden, indem es den Grafen von der Mark am 27. April 1389 vor das Dortmunder Freigericht zum Spiegel stellte. Als dieser aber im Gegenzug Dortmund vor den märkischen Freistuhl in Kamen lud, zog die Stadt die Anklage wieder zurück. Stattdessen rief sie nun das Königliche Kammergericht an; König Wenzel schrieb aber lediglich einen Brief an die Belagerer, in dem er sie aufforderte, von ihrem Ansinnen abzusehen. Durch die lange Belagerungszeit zermürbt, begannen dann unter der Vermittlung Soests ernsthafte Verhandlungen am 4. November. Auch darin war Dortmund noch nicht zu Zugeständnissen bereit; erst auf der Druck der Soester Verhandlungsführung erklärte sich die Stadt zu einer „freiwilligen Zahlung“ von je 7.000 Gulden an Kurköln und die Grafschaft Mark bereit. Diese freiwillige Zahlung wurde aber nicht im Friedensvertrag festgehalten; offenbar lag den Dortmundern viel daran, auch nur den Anschein einer Niederlage zu verhindern. Unmittelbar nach dem Friedensschluss am 22. November wurde die Belagerung aufgehoben, die Gefangenen ausgetauscht und der frühere Zustand rechtsförmig wiederhergestellt. Insgesamt war Dortmund als klarer Sieger aus der Fehde hervorgegangen. Wie wichtig dieser Sieg war, lässt sich auch daran erkennen, dass die Dortmunder noch im 18. Jahrhundert im Rückblick auf diese Ereignisse und die Standhaftigkeit ihrer Vorfahren das Ereignis in dem redensartlichen Ausdruck „So fast as Düörpm“ (deutsch: So fest wie Dortmund) zusammenfassten.

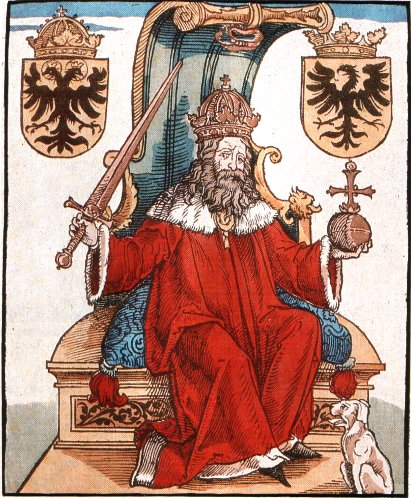
Kaiser Sigismund (Holzschnitt, 1536)

Trotz des militärischen Sieges waren die Kosten der Fehde, rund 60.000 Gulden, so hoch, dass vielfach angenommen wurde, dieses Ereignis habe den Niedergang Dortmunds ausgelöst. Die nachfolgende Zeit wäre nach dieser Anschauung nur noch eine „kulturelle Nachblüte“ gewesen. Dem widerspricht die jüngere Forschung und führt den Bedeutungsverlust der Stadt auf strukturelle Probleme zurück. In der Tat war die Belastung der Stadt durch die Kriegskosten hoch, zumal sie auf eine Finanzverwaltung traf, die auf solche Ereignisse nicht vorbereitet war. Über Steuern und Abgaben wurde situativ entschieden; eine vorausschauende Finanzpolitik, die auch Rücklagen bildete, gab es nicht. Entsprechend hatte die Stadt Schwierigkeiten, ihre Kredite und Zinsen zurückzuzahlen, und die städtischen Finanzen standen in den 1390er Jahren wiederholt kurz vor dem Zusammenbruch. Aus diesem Grunde wurden auch neue Akzisen, etwa auf Wein, Bier, Fleisch und Salz, eine Vermögenssteuer und eine Warenumsatzsteuer („Opkome“) eingeführt. Zusätzlich zur finanziellen Belastung suchten auch noch Krankheiten die Stadt heim, so etwa von Juni bis August 1394 eine Pockenepidemie und 1400 eine als Pest bezeichnete Epidemie.
Währenddessen verschlechterte sich die finanzielle Lage zunehmend. Am 16. September 1399 legte der Rat einen Bericht über die finanzielle Lage vor, in dem Missstände zutage traten. Als keine Lösung der Probleme in Sicht war, kam es 1400 zur Revolution gegen den patrizischen Rat, über dessen angeblich verschwenderisches und sorgloses Handeln sich die Gilden bereits zuvor schon beklagt hatten. Der alte Rat wurde abgesetzt und gezwungen, einen neuen zu bestätigen. Die Ratsherren wurden jeweils zu zweit in die Stadttürme eingesperrt. Am 24. Februar kam es aber zu einer Einigung zwischen den beiden Parteien, die weitreichende Folgen haben sollte. Die Forderungen der Dortmunder Gläubiger gegen die Stadt wurden fallengelassen – ein Schritt, der dazu führte, dass einige reiche Familien ihr Bürgerrecht aufgaben, um so die Forderungen gegen die Stadt aufrechterhalten zu können. Der Konflikt schwelte aber noch weiter und kam erst am 5. Dezember zum Erliegen, als dies offiziell per Ausruf bekannt gegeben wurde.
Damit wurde auch die Verfassungsänderung betreffend die Ratszusammensetzung bestätigt. Fortan stellte jede der Sechsgilden einen Ratsherrn und die Patrizier nur noch zwölf. Auch die Zusammensetzung der Wahlmänner änderte sich: zwar stellten die Sechsgilden nach wie vor zwölf der Wahlmänner und die Erbsassen sechs, doch stammten diese sechs sogenannten Gilden-Erbsassen nicht mehr aus dem Patriziat (waren also Mitglieder der Wandschneidergesellschaft) und wurden von den Sechsgilden gewählt. Die zwölf Gildenwahlmänner bildeten wiederum mit weiteren zwölf sogenannten Vorgängern, die direkt von den Sechsgilden gewählt wurden, den sogenannten Vierundzwanzigerstand. Die Wahl der übrigen Mitglieder dieses Kollegiums lag dabei in der Hand der Vorgänger. Auf der anderen Seite organisierten sich auch die Erbsassen in einem Kollegium, dem neben den Gilden-Erbsassen sechs weitere Erbsassen angehörten. Ab dem 15. Jahrhundert wurden dann nur noch die Mitglieder dieses Kollegiums als Erbsassen bezeichnet. Vierundzwanzigerstand und Erbsassenkollegium hatten zunächst neben der Ratswahl beratende Funktion, gewannen dann aber als zusätzliche Organe neben dem Rat an Bedeutung. Über deren genaue verfassungsrechtliche Kompetenzen kam es immer wieder zu Auseinandersetzungen vor dem Reichshofrat. Zwar galt der Rat als oberstes Organ vor Erbsassenkollegium und Vierundzwanzigerstand; doch bürgerte sich der Grundsatz ein, dass der Beschluss von zwei Gremien den eines dritten überstimmte. Die übrigen Bürger und ihre Zünfte blieben aber genauso ohne Einfluss wie Gäste, Geistliche, Einwohner und Juden. Ab 1403 regelte das Sechsgildenrecht das Verhältnis unter den Handwerksgilden. Diese Verfassung war in den Grundzügen bis zur Auflösung der Reichsunmittelbarkeit 1803 gültig.
Trotz dieser Änderungen blieb die Schuldenlast der Stadt enorm. In den Jahren nach 1400 geriet Dortmund in Acht und Bann, weil die Stadt ihre Schulden nicht zahlen konnte. Welch schwere Bedeutung dies hatte, lässt sich vielleicht daran erkennen, dass die Dortmunder Juden aus diesem Grunde am 12. November 1403 aus der Stadt vertrieben wurden. Erst in den 1420er Jahren konnte sich die Stadt von dieser Sorge befreien. Eine Voraussetzung dafür waren sicherlich auch die verminderte äußere Bedrohung durch den Zusammenschluss von Kleve und Mark 1391 und die daraus resultierende Konzentration auf das niederrheinische Gebiet. Ebenso trug dazu vermutlich die Unterstützung durch König Siegmund bei, an den die Stadt sich 1417 mit der Bitte um Unterstützung wandte. Dieser Bitte kam der König nach, indem er beispielsweise 1418/19 die Dortmunder Münze bestätigte. Dass Dortmund zu dieser Zeit wieder an Einfluss gewann, erkennt man beispielsweise daran, dass sie auf dem Hansetag 1418 hinter Hamburg den zweiten Platz zur Linken Lübecks einnahm. Trotzdem geriet die Dortmunder Vorortstellung im Westen, wenn auch noch nicht in Westfalen, zunehmend durch Köln in Gefahr. Von der neuen Blüte in dieser Zeit zeugen aber auch zahlreiche Kunstwerke. Bereits kurz vor 1400 ist der Berswordt-Altar in der Marienkirche entstanden; aus der ersten Hälfte des 15. Jahrhunderts stammt das Adlerpult in der Reinoldikirche, und 1421 begannen die Bauarbeiten am Ratschor der Reinoldikirche (mit dem der Rat faktisch das Patronatsrecht über die Kirche übernahm). Das bedeutendste Dortmunder Kunstwerk aus dieser Zeit dürfte aber der um 1420 entstandene Marienaltar des Malers Conrad von Soest sein.

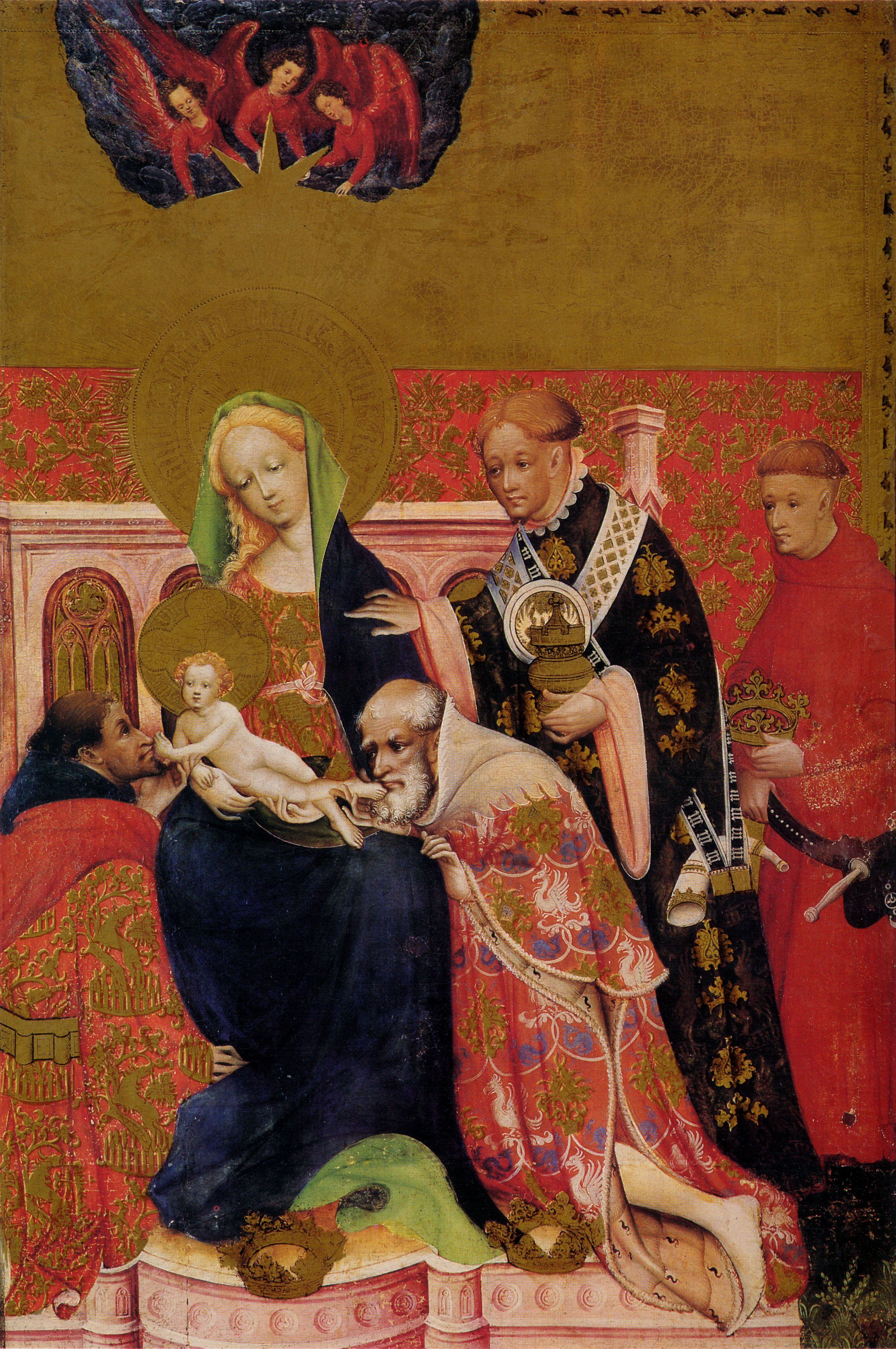
Rechte Tafel des Marienretabels

Ein weiterer Indikator für Dortmunds erneuten Aufstieg ist wohl die herausragende Stellung der Dortmunder Feme unter den Femegerichten. Seit 1418 war Dortmund Appellationsgerichtsort und galt als der erste und oberste Freistuhl des Reiches. Am 2. September 1430 fand vor diesem eine bedeutende Freigrafenversammlung statt. Diese Vormachtstellung endete aber schlagartig, als der Kölner Erzbischof Dietrich II. von Moers 1437 einen neuen Freistuhl in Arnsberg einrichtet und diesen zum obersten erklärte. Der Dortmunder Freistuhl „zum Spiegel“ kam damit faktisch zum Erliegen.
Ebenfalls in diese Zeit fielen mehrere Krankheitsausbrüche, die der Stadt schwer zusetzten. Im Juni/Juli 1429 starb ein Viertel der Bewohner an der Pest; am 20. September 1436 brach erneut eine Seuche aus, und auch drei Jahre später kam es wieder zu einem Pestausbruch.
Gerade als sich die Stadt finanziell von den Folgen der Großen Fehde erholt hatte, musste sie 1422 schon wieder Beiträge zum Hussitenfeldzug leisten. Dieser Beitrag gilt aber auch gleichzeitig als Indiz für die finanzielle Gesundung der Stadt. Dass die Stadt ihre alte Macht aber noch nicht wieder ganz wiedergewonnen hatte, lässt sich anhand der Geschehnisse während der Soester Fehde von 1444 bis 1449 erkennen. Diese Auseinandersetzung begann damit, dass das zu Köln gehörige Soest seinem Landesherrn die Treue aufsagte und sich dem Herzogtum Kleve-Mark anschloss. Dortmund war zu schwach, um sich in dieser Frage neutral zu verhalten, und außerdem intern in zwei Lager gespalten. Die soestisch-klevisch gesinnte Partei berief sich auf die 1443 erneuerten Bündnisse mit Soest. Ihre Gegner verwiesen darauf, dass der Kaiser die Acht gegen die abtrünnige Stadt verhängt hatte. Andere Argumente, wie die Sympathie mit einer sich gegen die Territorialherrschaft Kölns auflehnenden Stadt oder der für Dortmund bedrohliche Machtzuwachs von Kleve-Mark, spielten ebenso eine Rolle. Zwischen diesen Parteien, an deren Spitze jeweils Kleppings standen, kam es zu heftigen Auseinandersetzungen, an deren Ende die kölnische Seite die Oberhand gewann. Infolge der Niederlage Kölns, die in der Stadt eine Unruhe auslöste, musste Dortmund Verwüstungen und Übergriffe über sich ergehen lassen. So gerieten 1446 318 Dortmunder Bürger in klevische Gefangenschaft.
1453 starb der letzte der Dortmunder Grafen aus dem Hause Lindenhorst. Dortmund hätte jetzt eigentlich die übrige Grafschaftshälfte zugestanden, doch war die Stadt zu diesem Zeitpunkt zu sehr geschwächt, um ihren Anspruch geltend zu machen, und so ging die halbe Grafschaft an das Haus Stecke.
Gleichzeitig aber entwickelte sich die Stadt weiter. Indizien hierfür sind die Erwähnungen neuer Zünfte (1437 Pelzer- und Weißgerberzunft, 1448 Wollweberzunft, 1450 Schröderzunft), die Aufnahme des Philosophie- und Theologiestudiums im Minoritenkloster 1444, der Beginn des Sakristeianbaus an die Reinoldikirche zwei Jahre später und auch die Vollendung der Dominikanerkirche, der heutigen Propsteikirche St. Johann, 1458, deren Hochaltar in einem Gemälde von Derick Baegert die älteste Stadtansicht Dortmunds zeigt.
Auch die Bedrohung der Stadt von außen bestand weiter fort. So konnte am 23. November 1457 der Versuch Cracht Steckes, des Vaters des Dortmunder Grafen, die Stadt durch Verrat zu erobern, abgewehrt werden. Von größerer Gefahr waren in den folgenden Jahren aber die Katastrophen im Inneren. So vernichtete 1459 eine Feuersbrunst einen großen Teil der Brückstraße. 1483 kam es zu einer Missernte, in deren Folge 2000 Menschen im Gasthaus mit Essen versorgt werden mussten. Im selben Jahr brach auch noch die Pest aus. 1508 erreichte die Franzosenkrankheit die Stadt, und auch die Pest hielt Dortmund ab diesem Zeitpunkt für 20 Jahre im Griff (Höhepunkt: 1513). Insgesamt sank Dortmunds Stern, vor allem auch durch die Neuausrichtung des Handels auf den Seehandel, deutlich. Zwar wurde 1460 (oder 1470) noch eine Statue Karls des Großen in der Reinoldikirche fertiggestellt und 1470 (oder 1480) ein Hochaltar in der Dominikanerkirche vollendet (der im Übrigen die erste Stadtansicht Dortmunds zeigt), doch stellten beispielsweise ab 1473 die Dortmunder nicht mehr den Aldermann in London. Zwar waren beim Überfall Iwans III. auf den Peterhof 1494 noch drei Dortmunder Kaufleute unter den insgesamt zwölf westfälischen Gefangenen, doch musste Dortmund im selben Jahr seine Vorortfunktion an Münster abtreten. Einen weiteren Machtverlust stellte die Einrichtung des Reichskammergerichts 1495 dar.
Einziger Lichtblick in dieser Zeit war die Belehnung der Stadt mit der ganzen Grafschaft Dortmund nach dem Tod Johann Steckes am 12. Oktober 1504. Somit stand Dortmund am Ende des Mittelalters zwar als vollkommen freie, mittlerweile dem Westfälischen Reichskreis angehörende, aber bedeutungslos gewordene Stadt da.

## Frühe Neuzeit
Zu Beginn des 16. Jahrhunderts standen auch die Ereignisse innerhalb der Stadt Dortmund ganz im Zeichen der beginnenden Kirchenspaltung. Bereits in der zweiten Hälfte des 15. Jahrhunderts gab es vorreformatorische Bestrebungen einzelner Bürger in Dortmund; so ging 1478 und 1488 das Dortmunder Inquisitionsgericht gegen jeweils einen Bürger vor. 1515 wurde auch in Dortmund der Jubiläumsablass verkauft, zunächst im Dominikanerkloster, später auch in der Petri- und schließlich in der Reinoldikirche. Außerdem kam es in den Jahren 1518/1519 und 1523–1525 zu Konflikten zwischen dem Stadtklerus und der Bürgerschaft. Der Ärger der Bürgerschaft richtete sich zunächst gegen die steuerliche Sonderstellung des Klerus. Der Rat verbot daher den Geistlichen um 1518, Handel und Gewerbe auszuüben; in Reaktion darauf verhängte der Klerus ein Interdikt über die Stadt, das erst nach über einem halben Jahr durch Kardinal Cajetan aufgehoben wurde. 1523 kam es zu heftiger Kritik am Kleriker Johann von Berchem wegen überzogener Geldvorteile bei Begräbnissen. Die eigentlichen reformatorischen Bestrebungen gingen aber auch in Dortmund von einzelnen Geistlichen aus. So heiratete etwa 1523 der Vikar der Reinoldikirche, und der Rektor der angesehenen Reinoldischule soll seine Schüler ab 1526 evangelisch unterrichtet haben. Die reformatorischen Ideen breiteten sich daraufhin in der Stadt aus; 1525 kam es zu einem ersten Vergleich, und nach dem Reichsabschied von Speyer 1526 forderten die Sechsgilden 1527 im Namen der Bürgerschaft vom Rat evangelische Prediger statt katholischer Pfarrer. Da innerhalb der Gilden jedoch keine vollkommene Einigkeit herrschte, konnte der Rat zunächst seine altgläubische Politik fortsetzen. Dazu mag auch das scharfe antiprotestantische Mandat des Kaisers von 1529 beigetragen haben. Sechs Jahre später wurde der Druck vonseiten der Bürger aber so groß, dass der Rat gemeinsam mit dem Zwölfer- und Vierundzwanziger-Stand die evangelische Predigt in Dortmund gestattete. Im Rahmen der Münsteraner Täuferunruhen 1532/1533 gewann zwar die Reaktion im Rat zunächst wieder die Oberhand, langfristig konnte sich diese Position aber in der Bürgerschaft nicht mehr durchsetzen. Täufer gab es auch vereinzelt in Dortmund; allerdings ging der Rat, sofern sie Dortmunder Bürger waren, scharf gegen sie vor; 1538 wurde sogar ein Angehöriger der Täuferbewegung enthauptet.

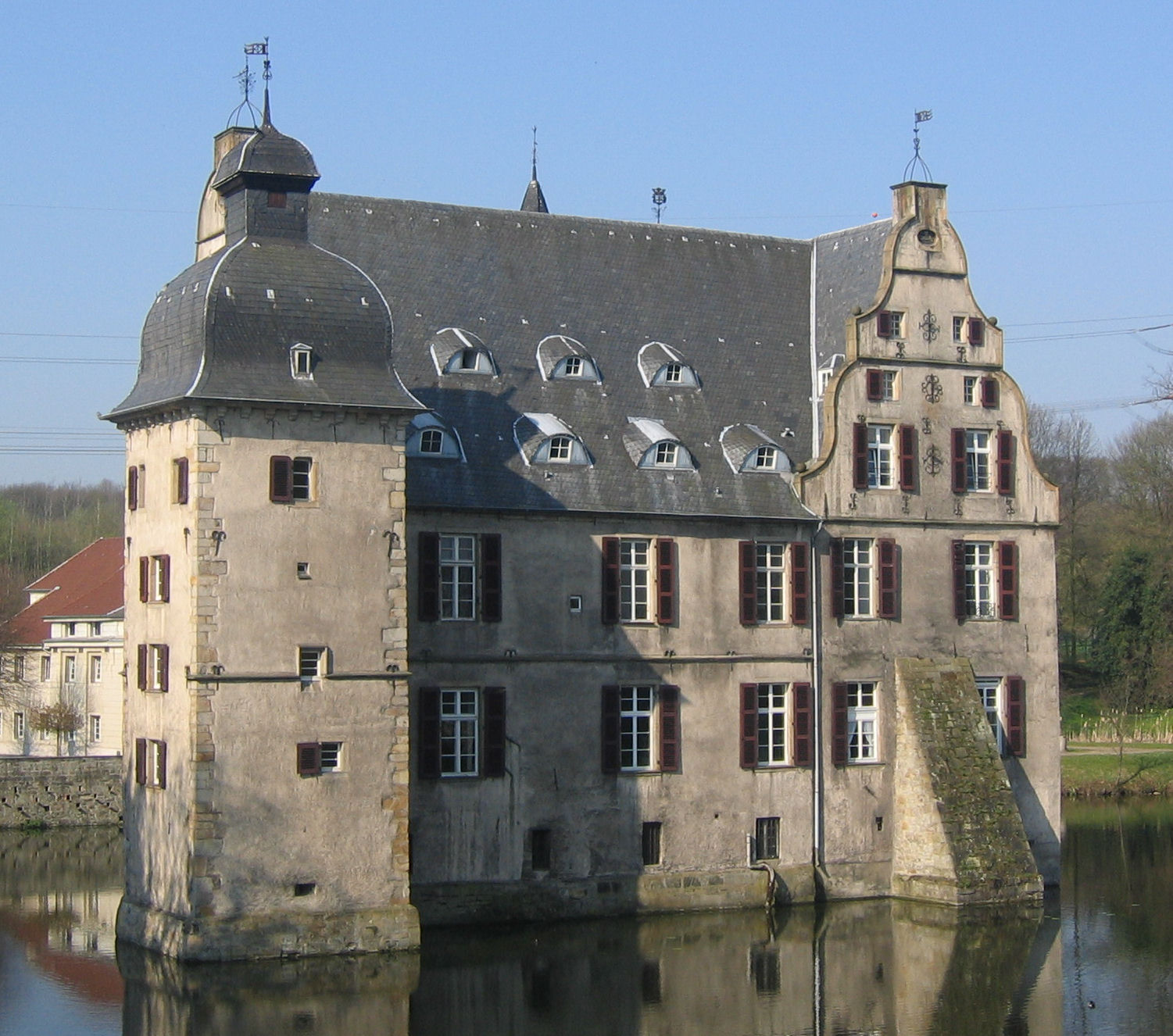
Das Wasserschloss Haus Bodelschwingh

Die zunehmende Spaltung im Innern war für die Unabhängigkeit der Stadt nicht ungefährlich. Der aus dem Grafenhaus Mark stammende Johann der Friedfertige war seit 1511 Herzog von Kleve und Berg (zehn Jahre später gelang im sogar die Vereinigung von Jülich, Kleve und Berg); er hatte schon früh einen Blick auf Dortmund geworfen. 1513 ging die Stadt zum Schein einen Freundschaftsvertrag mit ihm ein, in dem sie sich verpflichtete, jährlich 1500 Gulden Schutzgeld zu zahlen und ihn auf Lebenszeit als ihren Vogt und Schirmherrn anzuerkennen. Weiterhin versprach sie, den Kaiser persönlich um Zustimmung zu dieser Schirmherrschaft zu bitten. Wie erwartet widersprach Kaiser Maximilian und stellte klar, dass er als römischer Kaiser allein der rechtmäßige Schirmherr der Stadt sei. Er forderte gleichzeitig den Herzog auf, nicht gegen die Stadt vorzugehen. Dies war für die Stadt ein doppelter Erfolg; nicht nur war der Ausbreitung der klevisch-märkischen Herzöge eine Grenze gesetzt worden, auch den Ansprüchen des Kölner Erzbischofs, der sich noch immer als Schirmherr der Stadt gebärdete, stand nun eine klare Aussage des Kaisers entgegen. Ebenfalls der Absicherung nach außen diente die Belehnung von Gerd von Bodelschwingh mit dem Haus Bodelschwingh in der Grafschaft Mark. Dortmund behielt in der Folgezeit eine zentralörtliche Funktion bei; so tagte am 30. März 1517 der Kreistag des Niederrheinisch-Westfälischen Reichskreises in Dortmund. (Weitere Kreistage fanden am 1. September 1556, am 8. Dezember 1587, am 1. August 1589, am 28. April 1597, am 26. September 1598, am 15. August 1600, am 20. Oktober 1603, im August 1605, 21. August 1606, im Februar 1607 und am 4. Juli 1701 in Dortmund statt.)
Kulturell blühte die Stadt auch weiterhin. So erhielt am 4. April 1519 die Reinoldikirche einen neuen Turm, und 1521 gaben die Dortmunder Franziskaner bei Jan Gillisz Wrage in Antwerpen ein Altarretabel in Auftrag, das heute als Goldenes Wunder von Westfalen bekannt ist und seinen Platz in der Petrikirche hat. Trotzdem sank insgesamt der Stern Dortmunds in dieser Zeit; von Winterfeld führt an, dass mit dem Aufstieg von Hamm und Unna zu Prinzipalstädten 1540 die Stadt nur noch an dritter Stelle innerhalb des westfälischen Viertels der Hanse stand.
1529 raffte der Englische Schweiß 497 Dortmunder Bürger dahin.
Im Innern schritt die Reformation seit den 1540er Jahren weiter voran. So wurden die Schulen an den städtischen Kirchen im Sinne des Humanismus reformiert; wichtigstes Ereignis war 1543 die Neugründung des Archigymnasiums. Dieses war die erste Schule in Dortmund, die keine kirchliche Einrichtung war, sondern direkt der Stadt unterstand. Über sie gelangten die Lehrer der Schule, die, humanistisch geprägt, einen Mittelweg zwischen der katholischen und der evangelischen Position anstrebten, zu einigem Einfluss auf die Kirchenpolitik der Stadt. Zu ihnen gehörten Persönlichkeiten wie Johann Lambach und Jakob Schöpper. In den folgenden Jahren stieg das Archigymnasium schnell zu einer der führenden Gelehrtenschulen Westdeutschlands auf. Ein wichtiger Impuls für die weitere Reformation in der Stadt kam im Jahr 1555: der Augsburger Religionsfrieden gewährte den Reichsständen Religionsfreiheit, sicherte den katholischen Institutionen in den Reichsstädten allerdings auch Schutz zu. Ein Jahr später setzte dann auch in Dortmund die Konfessionalisierung ein. Die Auseinandersetzungen scheinen aber vor allem von außen in die Stadt hinein getragen worden zu sein; so standen sich vornehmlich die Kölner Jesuiten und die Prediger Johann Heitfeld (der 1557 als Kaplan von Sankt Marien entlassen worden war) und Hermann Hamelmann gegenüber. Der Streit hielt bis in die 1570er Jahre an, wobei letztendlich die lutherische Partei die Oberhand gewann.

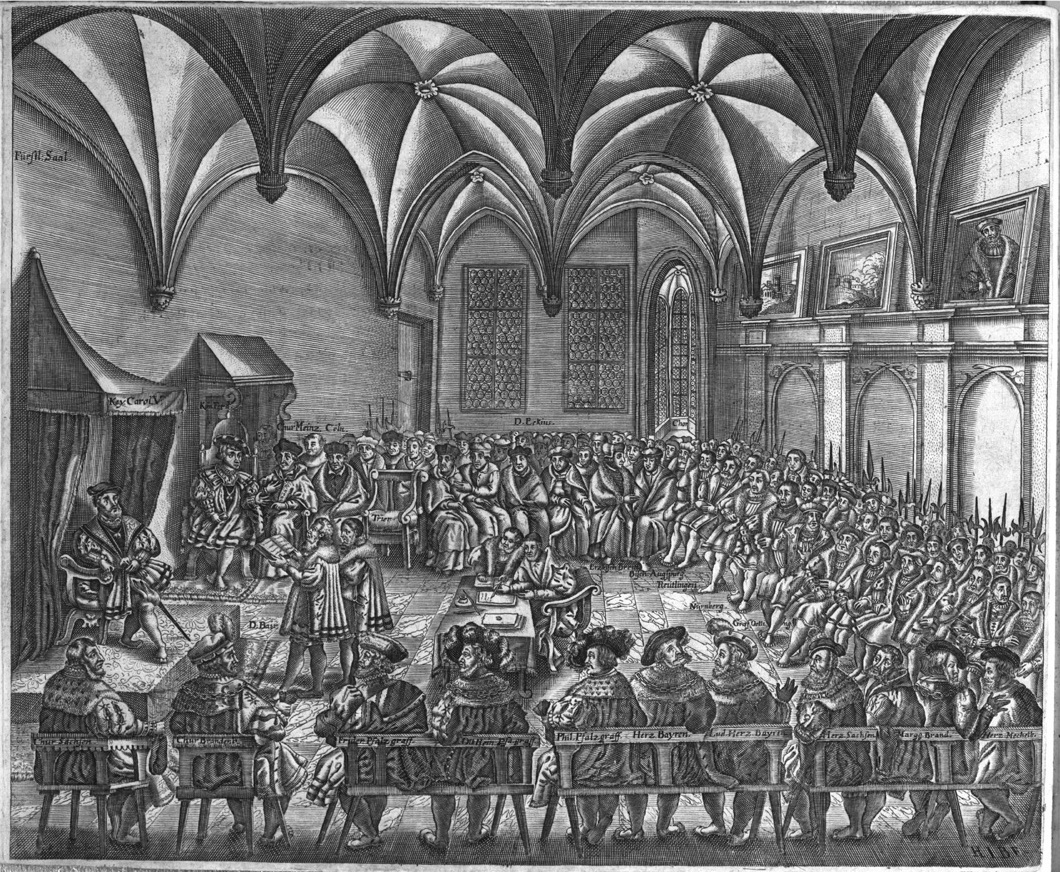
Christian Beyer verliest die Confessio Augustana vor Karl V. auf dem Augsburger Reichstag

Die Positionierung zum alten oder neuen Glauben hing wesentlich mit der sozialen Position zusammen. Wie oben bereits erwähnt, standen die Gilden und das gemeine Bürgertum aufseiten des Protestantismus, während die Patrizierfamilien noch größtenteils am alten Glauben festhielten. Die Wende zum lutherischen Glauben erfolgte in Dortmund schrittweise. 1562 ordnete der Rat in allen Pfarrkirchen freie Abendmahlswahl für die Gläubigen an; ein Jahr später war die Mehrzahl der Pfarrer protestantisch; wiederum ein Jahr später wurden deutsche Gesänge in den Kirchen zugelassen. 1570 schließlich wurde die Bürgerschaft auf ein einheitliches (lutherisches) Glaubensbekenntnis verpflichtet, und noch im selben Jahr legten die Prädikanten die Confessio Praedicantium Tremoniensium (die der Confessio Augustana folgt) vor. Mit deren Annahme an den Pfarrkirchen Sankt Reinoldi, Sankt Marien und Sankt Nicolai sowie 1572 an Sankt Petri setzte sich die Reformation in Dortmund durch, wenngleich sich die verbliebene katholische Minderheit weiterhin um eine Rekatholisierung der Stadt bemühte und Rückhalt in den Klöstern und der kirchenrechtlich eigentlich katholischen Organisation der unter Kölner Einfluss stehenden Pfarrkirchen fand. Noch 1604 forderte der Kaiser eine Restitution der Kirchen. Spätestens mit der Überführung der Reinoldusreliquien nach Toledo am 11. Mai 1614 festigte sich aber die evangelische Position in der Stadt. Insgesamt lässt sich feststellen, dass die Reformation in Dortmund sehr friedlich verlief, wenngleich es auch immer wieder zu internen Spannungen kam. So wurde beispielsweise Johann Lambach bei der Ratswahl 1568 nicht mehr berücksichtigt.
1581 kam es zu einer ersten Welle von Hexenverfolgungen in Dortmund. Bereits 1451 wurde eine Frau wegen Zauberei bei lebendigem Leib unter dem Galgen begraben, auch 1514 wurden drei Frauen der Zauberei angeklagt und gefangen genommen, letztendlich aber wieder freigelassen; 1567 wurde eine Frau aus Brechten als „molkentoversche“ denunziert, aber vor Gericht freigesprochen. Die Verfolgungen von 1581 setzten ein, als am 19. April Anna Coesters der Zauberei beschuldigt wurde. Die „Examination des Wassers“ am 5. Juni und die Verurteilung zum Tod durch Verbrennung am 7. Juni führten zu einem regelrechten Hexenwahn. Über einen Monat später, am 23. Juli, wurde auch Gertrud Nevelings als Hexe enthauptet, am 17. August schließlich wurde Bernd Badde mit zwei Frauen wegen Zauberei enthauptet. Eine noch schlimmere Welle der Hexenverfolgung setzte 1593 ein. Insgesamt wurden während dieser Zeit 15 Frauen in Dortmund hingerichtet, viele weitere Personen mussten die Stadt verlassen, nur zwei Beschuldigte wurden freigesprochen. Als letzte Person wurde am 11. Dezember Cathrina Peters hingerichtet; danach brachen die Verfolgungen abrupt ab, Verurteilte durften wieder in die Stadt zurückkehren. Zwar gab es in der folgenden Zeit noch Denunziationen, doch führten diese nicht mehr zu Hinrichtungen. Ein Verfechter der Hexenverfolgung war Johannes Pelcking, Guardian des Dortmunder Minoritenklosters und ab 1619 Weihbischof in Paderborn, Hildesheim und Münster, der nach tumultartigen Auseinandersetzungen mit der Bevölkerung 1604 zweimal aus der Stadt verwiesen wurde. Der Rat der Stadt Dortmund hat am 2. Oktober 2014 einen Beschluss zur sozialethisch-moralischen Rehabilitierung der Opfer der Hexenprozesse gefasst.
Der endgültige Niedergang Dortmunds setzte mit dem Dreißigjährigen Krieg ein. Bereits in den Jahren zuvor war der Handel durch kriegerische Auseinandersetzungen bedroht worden; so quartierten sich spanische Truppen 1598/99 im Zuge des Niederländischen Freiheitskriegs in der Grafschaft Dortmund ein; im Zuge des Jülich-Klevischen Erbfolgestreits um das seit dem Dortmunder Rezess von 1609 von Pfalz-Neuburg und Brandenburg(-Preußen) gemeinsam verwaltete Gebiet wurde die Stadt am 31. Januar 1616 ebenfalls von spanischen Truppen überfallen, aber anders als zuvor Soest und Lippstadt nicht eingenommen. Infolgedessen und wohl auch in Anbetracht des bevorstehenden großen Konflikts verstärkte die Stadt die Bewachung und führte 1618 sogar eine Generalmusterung durch. Während des Dreißigjährigen Kriegs war Dortmund als protestantische Reichsstadt des katholischen Kaisers zunächst bemüht, eine neutrale Haltung einzunehmen. So wurde beispielsweise 1625 den Bürgern verboten, sich für fremden Kriegsdienst anwerben zu lassen. Truppendurchzüge, Einquartierung und Überfälle wurden zunächst durch Salvagardien und „freiwillige“ Zahlungen verhindert; aber schon 1622 musste die Stadt eine erste, erfolglose Belagerung hinnehmen. Die Lage spitzte sich zu, nachdem es der Katholischen Liga gelungen war, das Münsterland zu rekatholisieren. 1627 erneuerte der Kaiser das Mandat von 1604. 1628 konnte eine Besatzung durch Tilly zwar durch geschickte Verhandlung verhindert werden; in der Grafschaft quartierten sich aber für zehn Monate dessen Truppen ein, was faktisch einer Belagerung der Stadt gleichkam. Die Stadt hatte in dieser Zeit 80.000 Reichstaler Kontribution zu zahlen. Am 6. März 1629 erließ Kaiser Ferdinand II. das Restitutionsedikt, und Dortmund gehörte zu den ersten Städten, in denen dieses vollstreckt werden sollte. Durch Verhandlungen konnte die Rückgabe der nun protestantischen Kirchengüter aber so lange verhindert werden, bis schließlich am 26. Juni 1630 König Gustav Adolf in den Krieg eingriff, wodurch die Rekatholisierung Dortmunds in den Hintergrund rückte.
Doch dieser Erfolg hielt nicht lange an. 1632 verweigerte die neutrale Stadt den Truppen von Gottfried Heinrich zu Pappenheim auf ihrem Weg von Magdeburg nach Maastricht den Einzug in die Stadt. Einer Belagerung wollte man zunächst trotzen; als aber Pappenheim am 21. Juli 1632 Dortmund beschießen ließ und einige Häuser in Brand gerieten, ergab man sich. Pappenheim verlangte 50.000 Reichstaler Kontribution als Verzicht für das Niederbrennen, die zwar in Verhandlungen auf 17.000 Reichstaler gesenkt werden konnten, doch immer noch eine ungeheure Belastung für die Reichsstadt darstellten. Ein Teil der Truppen verblieb in der Stadt, und erst am 17. Januar 1633 konnte sich die Stadt mit 20.000 Reichstalern freikaufen. Doch schon wenige Wochen später, am 6. Februar, zog der evangelische Landgraf Wilhelm von Hessen ohne Gegenwehr in die Stadt ein. Dies führte zu heftigen Auseinandersetzungen in der Stadt. Die beiden reichstreuen Bürgermeister und ein Ratsherr ließen sich nicht wiederwählen; dafür wurde erstmals ein Gildenmeister zum zweiten Ratsherrn gewählt. Die Entscheidung für Wilhelm von Hessen war für die Stadt verheerend; die Besetzung hielt vier Jahre an, und die Einwohner wurden nach zeitgenössischen Berichten schwer drangsaliert.
In den Jahren 1635 und 1636 wütete eine Pestepidemie in der Stadt, die 910 Menschen das Leben kostete. Im selben Jahr gelang es kaiserlichen Truppen, nach einwöchiger Belagerung und Beschuss die Stadt einzunehmen; die hessischen Truppen verließen die Stadt auch auf Drängen der Dortmunder Bürger, die ihnen sogar noch 29.000 Reichstaler Kontribution zahlten. Die einrückenden Soldaten entwaffneten die Stadt vollständig, beschlagnahmten sämtliche Getreidevorräte zur Versorgung der Truppen der Katholischen Liga und verlangten wöchentliche Kontributionsgelder in Höhe von 625 Reichstalern. Hinzu kamen die auch schon unter den vorherigen Besatzungen übliche Verpflegung der einquartierten Truppen, trotz Kontributionszahlungen anhaltende Plünderungen in Stadt und Grafschaft sowie ein Erlahmen des Wirtschaftslebens. Infolge dieser Belastungen verließen nach der Einnahme durch die kaiserlichen Truppen viele bürgerlichen Familien die Stadt. Als der Kaiser 1638 auch noch 150 Römermonate (14.400 Gulden) forderte, konnte Dortmund diese Leistung endgültig nicht mehr erbringen. Aus der Beschwerde der Stadt geht hervor, dass bis zu diesem Zeitpunkt durch den Krieg schon 500 Häuser zerstört worden waren. So hielten Elend und Not in der Stadt an, selbst der Westfälische Friede von 1648 bedeutete nicht das Ende der Besatzung Dortmunds. Zwar war die Stadt als freie Reichsstadt Mitunterzeichner, auch konnte die Reichsfreiheit abgesichert und die Reformation durchgesetzt werden, doch da die Stadt noch 120 Römermonate und 7000 Reichstaler Entschädigungsgelder für Schweden schuldig war, blieben zum einen die kaiserlichen Truppen in der Stadt, und zum anderen zogen zweieinhalb schwedische Reiterkompanien in die Grafschaft ein. Die Stadt nahm einen Kredit auf und zahlte den schwedischen Truppen insgesamt über 90000 Reichstaler für die Besatzung der Grafschaft, sodass am 4. April 1650 diese endlich aus der Grafschaft abzogen. Die letzte Rate von 2000 Reichstalern zahlte die Stadt am 27. Juli 1650 an die kaiserlichen Truppen, die daraufhin aus der Stadt abzogen.
Die Folgen des Kriegs waren für Dortmund, wie für viele Orte, verheerend. Die Bevölkerung war auf etwa ein Drittel geschrumpft (zirka 2000 Einwohner); es standen (nach den wohl übertriebenen Angaben der Stadt) kaum noch 300 Häuser; die Stadt war mit 130.000 Reichstalern überschuldet, eine Summe, die erst ab der Mitte des 18. Jahrhunderts abgetragen werden konnte; der Handel war teilweise zum Erliegen gekommen und damit waren wohl auch die alten Handelsbeziehungen eingeschlafen, die Felder und Wälder waren verwüstet. Die Kaufleute waren verstorben, aus Dortmund weggezogen oder hatten deutlich an Vermögen einbüßen müssen. Belegt ist der charakteristische Fall von Wilhelm Mallinckrodt, dessen Vermögen 1628 noch 4000 Reichstaler umfasste, 1636 nur noch 2500 Reichstaler.
Am 14. Januar 1769 erschien die erste Dortmunder Zeitung. Gottschalk Diedrich Baedeker verlegte die erste Ausgabe der Dortmundischen vermischten Zeitungen.

## 19. Jahrhundert: Industrielle Revolution und Aufstieg zur Großstadt

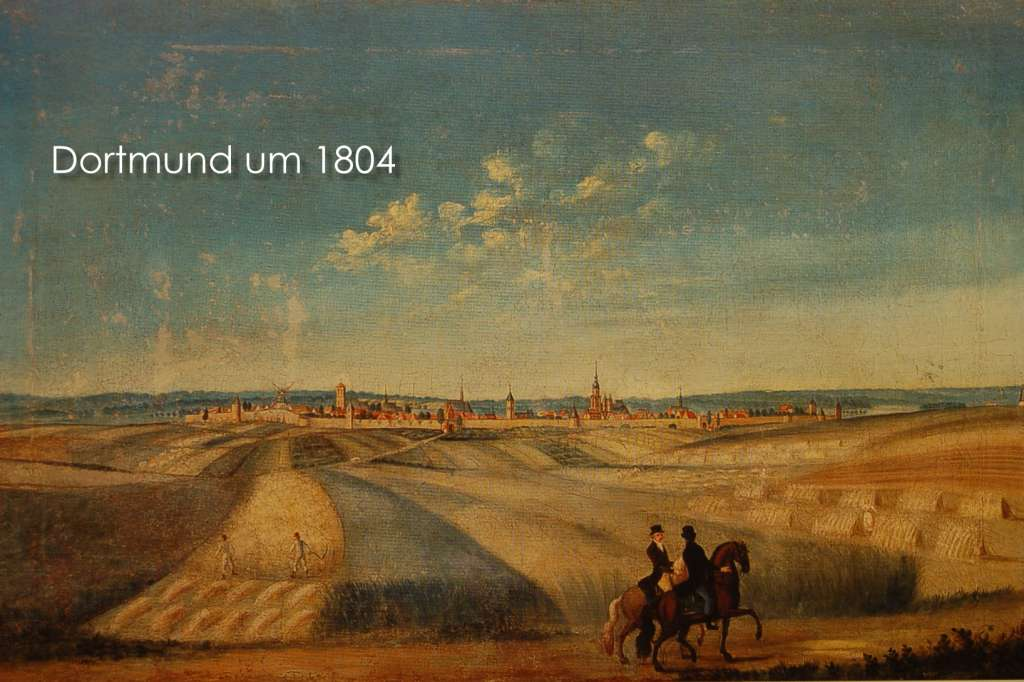
Stadtansicht um 1804

Bis 1803 war Dortmund Freie Reichsstadt; dann kam die Stadt als Folge des Reichsdeputationshauptschlusses zu Nassau-Dillenburg. 1808 wurde Dortmund als Teil des napoleonischen Großherzogtums Berg Präfektur des Ruhrdepartements. Das Département Ruhr bestand aus den drei Arrondissements Dortmund, Hamm und Hagen. An seiner Spitze stand der Präfekt Gisbert von Romberg I. Dortmund wurde zur Hauptstadt des Ruhrdepartements bestimmt. Weil es eine günstigere Lage und besser geeignete Verwaltungsgebäude als Hamm besaß, wurde die vormalige Reichsstadt zum Sitz der zahlreichen Verwaltungs- und Gerichtsbehörden.
Nach dem preußischen Sieg über Napoleon wurde Dortmund 1813 Teil des preußischen Zivilgouvernements zwischen Weser und Rhein und wurde schließlich 1815 in die preußische Provinz Westfalen eingegliedert. Hier wurde Dortmund 1817 Sitz eines Landkreises innerhalb des Regierungsbezirks Arnsberg. 1875 schied Dortmund aus dem Landkreis aus und wurde eine kreisfreie Stadt.  Bereits 1835 war die revidierte Städteordnung eingeführt worden.
Die heute zu Dortmund gehörigen Vororte gehörten bis 1803 zur Grafschaft Dortmund und zum Reichsstift Essen beziehungsweise bis 1806 zur Grafschaft Mark (Ämter Bochum, Castrop, Hörde, Lünen, Schwerte/Westhofen und Unna), bis 1813 – wie Dortmund selbst – zum Ruhrdepartement des Großherzogtums Berg und ab 1815 ebenfalls zur Provinz Westfalen. Innerhalb des Landkreises Dortmund gehörten die heutigen Vororte zu den Ämtern Aplerbeck, Castrop, Hörde (ab 1858 Stadt und Amt Hörde, ab 1874 Stadt Hörde und Ämter Barop und Brackel), Lünen, Lütgendortmund (ab 1874 Abspaltung des Amtes Annen-Wullen, ab 1886 Ämter Lütgendortmund und Dorstfeld) und Westhofen.

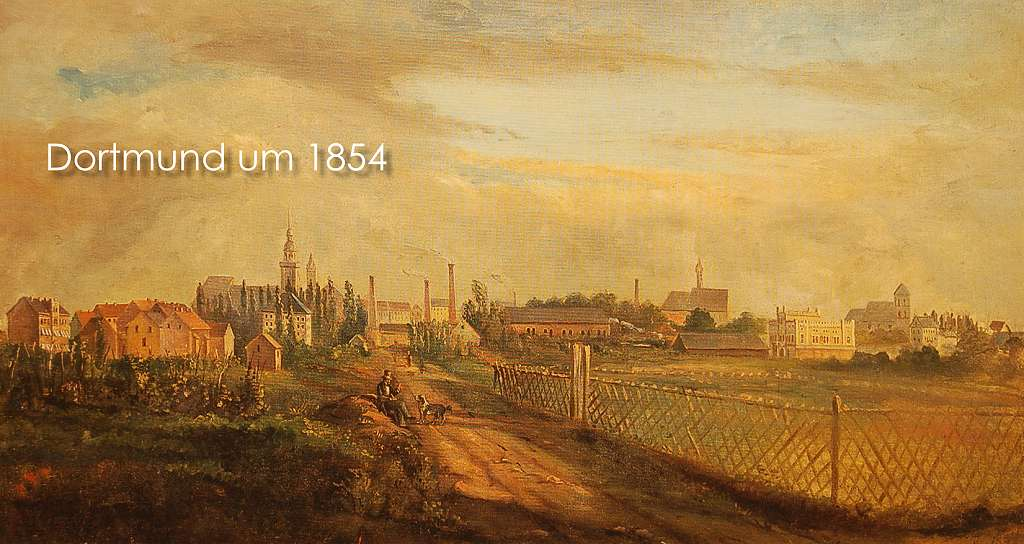
Stadtansicht von 1854

Stahlstandorte und Eisenbahnlinien in Dortmund

Ab der Mitte des 19. Jahrhunderts begann durch die Kohlenförderung und Stahlverarbeitung der erneute Aufstieg Dortmunds und der Wandel zu einer Industriestadt. Seit der Eröffnung der Köln-Mindener Eisenbahn im Jahr 1847 wurde Dortmund zu einem wichtigen Verkehrsknoten im Ruhrgebiet. Einen weiteren bedeutenden Beitrag zur wirtschaftlichen Entwicklung leistete 1899 die Eröffnung des Dortmund-Ems-Kanals und damit des Hafens.
Die Industriegeschichte Dortmunds ist eng verbunden mit Unternehmerpersönlichkeiten. Der Iserlohner Fabrikant Hermann Dietrich Piepenstock gründete 1839 die Hermannshütte im Osten des (heutigen) Dortmunder Stadtteils Hörde. Daraus entstand später der Hörder Bergwerks- und Hütten-Verein. Im April 1871 wurde der Grundstein der Westfalenhütte durch den Dürener Unternehmer Leopold Hoesch gelegt. Auch der „Vater des Ruhrgebiets“, der Unternehmer Friedrich Harkort, gründete in Dortmund Industrieunternehmen.
Die Industrialisierung ebnete Dortmunds Weg zur Großstadt. Die Stadt wuchs über die engen Grenzen der mittelalterlichen Wallanlage hinaus. Nach der Eröffnung der Köln-Mindener Eisenbahn erweiterte sie sich zunächst nach Norden. Ab 1858 wurde durch den Stadtbaumeister Ludwig ein rechtwinkliges Straßennetz mit Schmuckplätzen (Steinplatz, Nordmarkt, Borsigplatz) in der Dortmunder Nordstadt errichtet.
Nach Eröffnung der Bahntrasse der Rheinischen Eisenbahngesellschaft zum Dortmunder Südbahnhof im Jahre 1874 wurde das Gebiet südlich davon für städtebauliche Zwecke erschlossen. Zunächst siedelten sich hier Industriebetriebe wie die Gildenbrauerei, die Fabrik Fley sowie eine Ziegelei an. Aber auch städtische Einrichtungen wie das Waisenhaus, das Luisenkrankenhaus und 1896 die Königliche Werkmeisterschule für Maschinenbauer, der Vorläufer der heutigen am gleichen Standort bestehenden Fachhochschule Dortmund, ließen sich in dem zu dieser Zeit vornehmlich durch umfangreiche Gartenanlagen geprägten Gebiet nieder. Zwischen 1902 und 1908 begann der Beamten-Wohnungsverein mit umfangreichen Bauarbeiten und errichtete in unmittelbarer Nähe der Werkmeisterschule eine umfangreiche Wohnbebauung.
Am 1. Oktober 1901 wurde die Berufsfeuerwehr Dortmund gegründet, die in den folgenden Jahren gemeinsam mit der Stadtentwicklung wuchs und immer größer wurde. Heute unterhält die Feuerwehr Dortmund acht Feuer- und Rettungswachen, einen Hafenstützpunkt, eine Flughafenfeuerwehr, 19 Löschzüge der Freiwilligen Feuerwehr und eine städtische Rettungswache sowie 14 Rettungswachen und Notarztstandorte, die teilweise durch die Hilfsorganisationen besetzt werden.

## 20. Jahrhundert

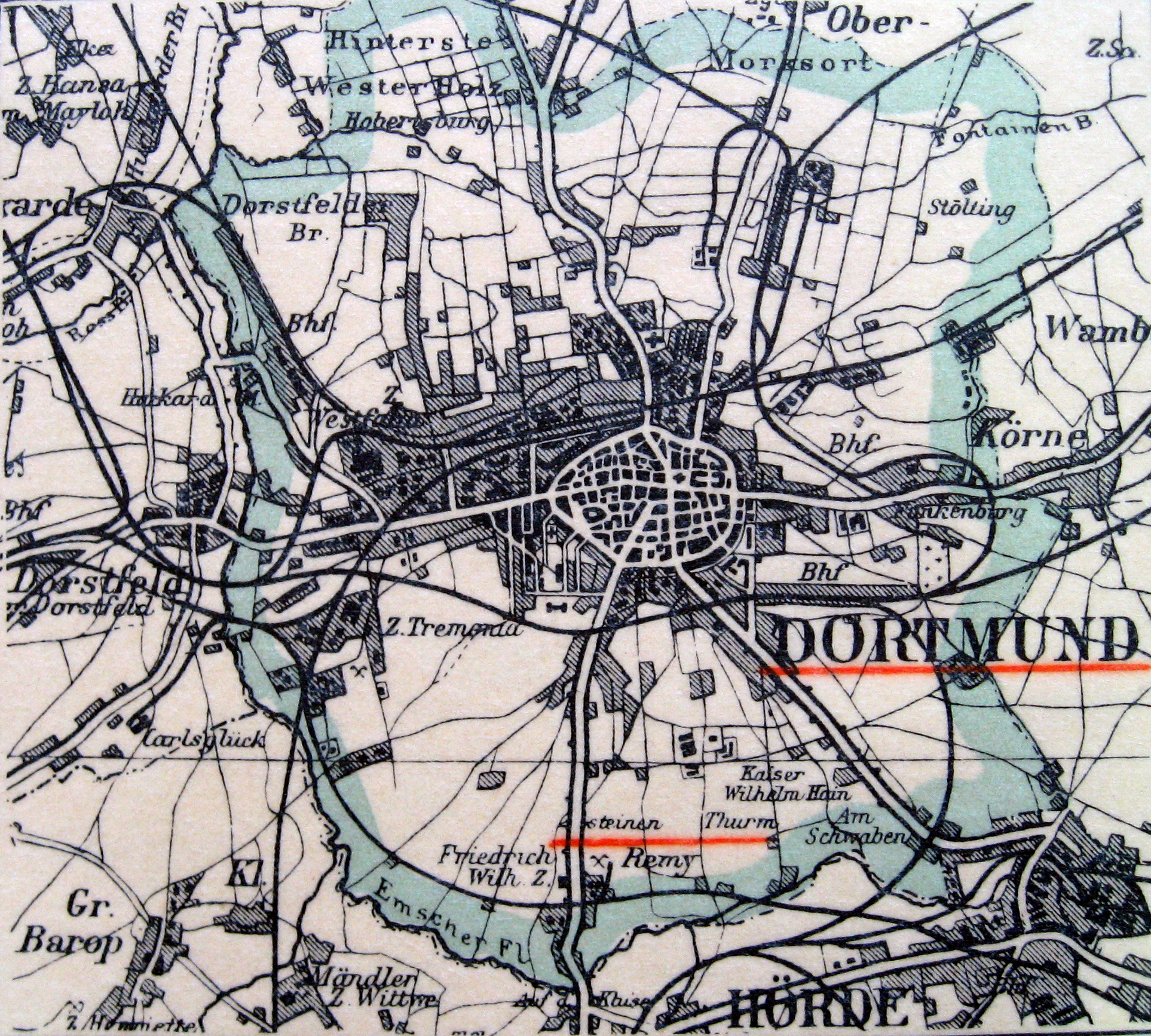
Die Gemeindegrenze der Stadt Dortmund vor den Eingemeindungen ab 1905

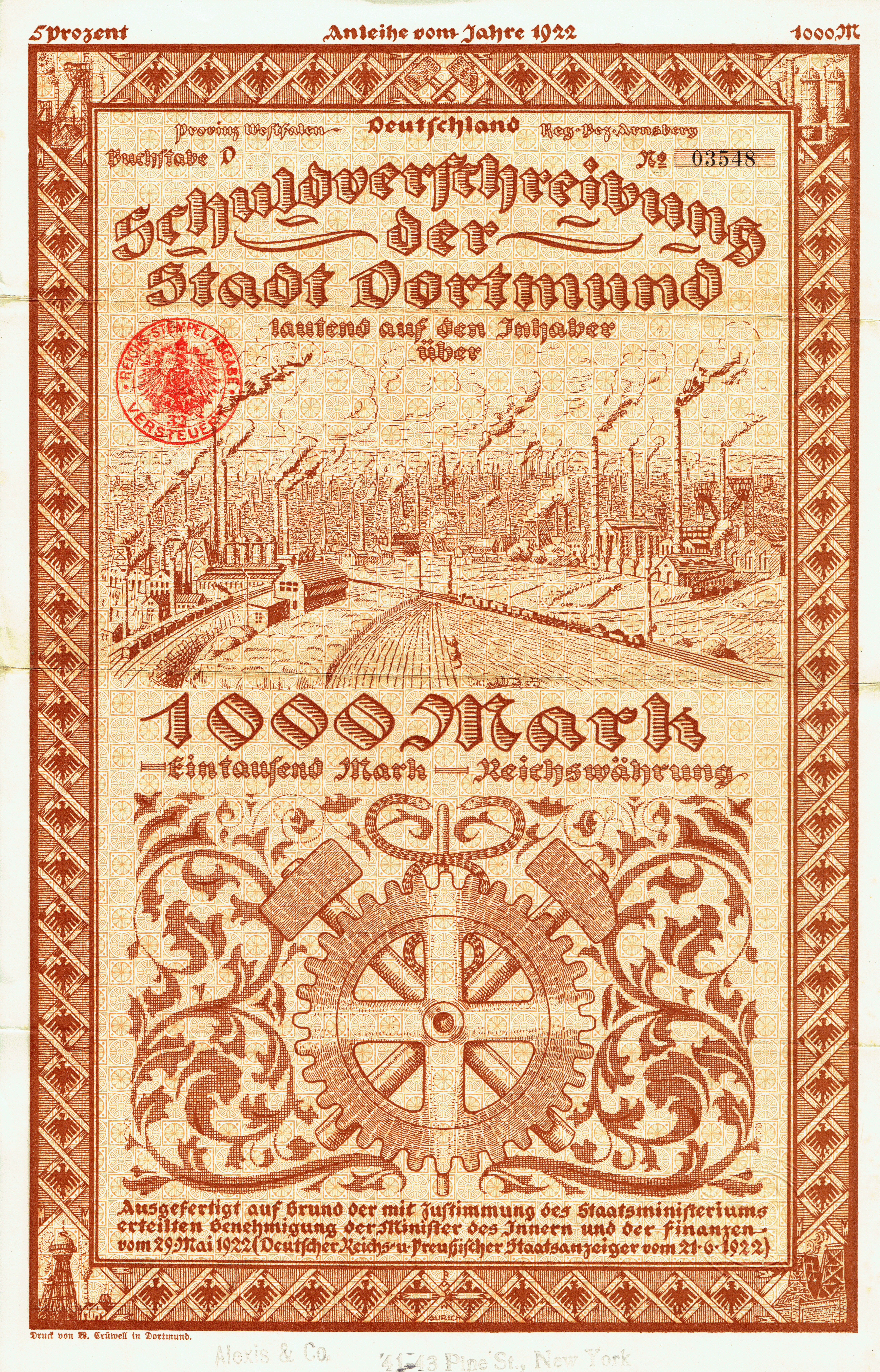
Schuldverschreibung über 1000 Mark der Stadt Dortmund vom 21. Juni 1922

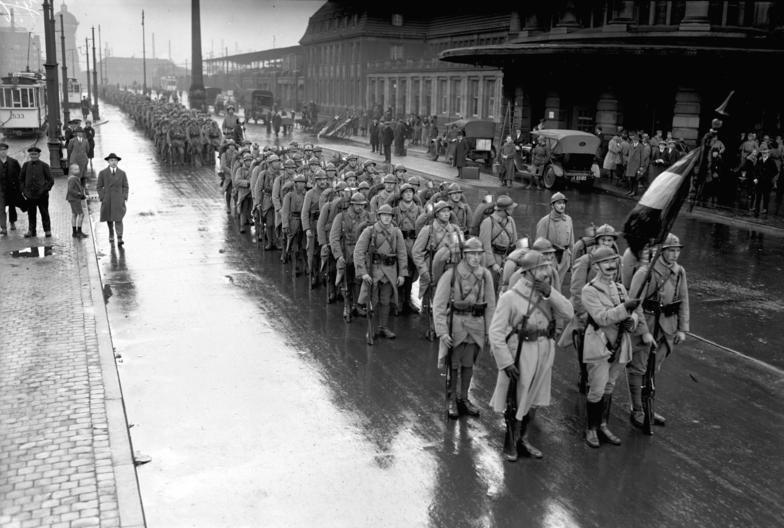
Abzug der französischen Soldaten aus der Stadt im Oktober 1924

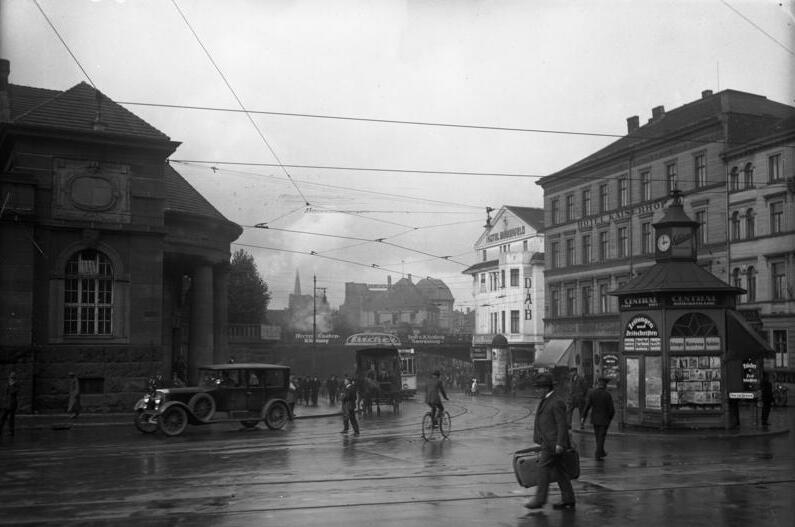
Blick über den Wall in Richtung Münsterstraße (zirka 1924)

Bereits 1887 war vom Landkreis Dortmund der Kreis Hörde abgetrennt worden. Beim Landkreis Dortmund verblieben die Ämter Brackel, Castrop (ab 1889 geteilt in die Ämter Castrop und Mengede), Dorstfeld (ab 1914 Amt Marten), Lünen (ab 1905 Stadt Lünen und Ämter Eving und Derne, ab 1914 Amt Brambauer) und Lütgendortmund. Der neu gebildete Landkreis Hörde umfasste die Städte Hörde und Schwerte sowie die Ämter Annen, Aplerbeck, Barop (ab 1888 Ämter Barop, Kirchhörde und Wellinghofen) und Westhofen. Hörde schied 1911 aus dem Landkreis Hörde aus und wurde eine kreisfreie Stadt.
Bereits 1905 begann mit der Eingliederung von Körne eine Welle von Eingemeindungen, die mit dem Gesetz über die kommunale Neuordnung des Ruhrgebiets von 1928 ihren Höhepunkt erreichte.
In die Stadt Dortmund wurden folgende Gemeinden eingemeindet:
- 1905: Gemeinde Körne
- 1914: Gemeinden Deusen, Dorstfeld, Eving, Huckarde, Kemminghausen, Lindenhorst, Rahm und Wischlingen
- 1918: Gemeinden Brackel und Wambel
- 1928: Stadtkreis (seit 1911) Hörde und Gemeinden Asseln, Bodelschwingh, Bövinghausen, Brechten, Brüninghausen, Ellinghausen, Grevel, Holthausen, Kirchderne, Kirchlinde, Kley, Kurl, Lanstrop, Lütgendortmund, Marten, Mengede, Nette, Oespel, Schwieringhausen, Westerfilde, Wickede und Teile von Derne (alle Landkreis Dortmund)
- 1929: Gemeinden Aplerbeck, Barop, Berghofen, Kirchhörde, Schüren, Sölde, Syburg und Wellinghofen (alle Landkreis Hörde) sowie Teile von Somborn durch das Gesetz über die kommunale Neugliederung des rheinisch-westfälischen Industriegebiets

Nach den Eingemeindungen von 1929 umfasste Dortmund 27.134 Hektar Gesamtfläche und hatte 536.020 Einwohner.
Ab 1906 erschien mit dem Dortmunder General-Anzeiger die größte deutsche Tageszeitung außerhalb Berlins.
Der Dortmunder Goldfund spätrömischer Münzen wurde 1907 entdeckt.

### Weimarer Republik
Bedeutend für die städtebauliche Entwicklung der Stadt war der Architekt und Städtebauer Hans Strobel, der zwischen 1915 und 1927 als Stadtbaurat wichtige Bauprojekte initiierte. Unter seiner Federführung wurden unter anderem der Volkspark Dortmund, das Stadion Rote Erde, der Hauptfriedhof Dortmund und die Westfalenhalle errichtet.
Schon 1920 gründete Wilhelm Ohnesorge in Dortmund die erste NSDAP-Ortsgruppe außerhalb Bayerns. Laut Mitgliederliste vom 1. Mai 1920 hatte sie 23 Mitglieder. Die Ortsgruppe nutzte sehr bald die der DNVP nahestehende Wochenzeitung Rote Erde für ihre völkische und antisemitische Propaganda. Am 15. November wurde die Partei durch den preußischen Innenminister verboten. Die Partei arbeitete jedoch, getarnt als „Lesegemeinschaft der Deutschen Zeitung“, im Untergrund weiter.
Während der Ruhrbesetzung hielten sich auch in Dortmund vom 16. Januar 1923 bis zum 22. Oktober 1924 Truppen der französischen Armee auf. Die Bevölkerung musste schwerwiegende Eingriffe in allen Lebensbereichen hinnehmen. Der Höhepunkt der Besetzung war die „Dortmunder Bartholomäus-Nacht“: In der Nacht zum Sonntag, den 10. Juni 1923, wurden in der Wilhelmstraße zwei Franzosen von Unbekannten erschossen. Als Reaktion verhängte die Besatzungstruppe mittags eine nächtliche Ausgangssperre für die Zeit von 21 Uhr bis 5 Uhr. Die Dortmunder, die einen Sonntagsausflug ins Umland gemacht hatten, erhielten von dieser Maßnahme nicht mehr rechtzeitig Kenntnis. Sechs Männer aus Dortmund und ein Schweizer Staatsbürger wurden bei ihrer Rückkehr ohne Vorwarnung niedergeschossen. Die Beisetzung der Dortmunder fand am 15. Juni 1923 unter Anteilnahme von 50.000 Menschen auf dem damaligen Westfriedhof statt. Noch heute erinnert ein Denkmal im Westpark an die Ereignisse. Der passive Widerstand und die Besetzung verschärften die wirtschaftliche Situation, im Februar 1924 waren rund 30.000 Dortmunder beschäftigungslos.
Die Inbetriebnahme des Flughafens Dortmund am Standort Brackel begann am 27. April 1925 mit der Einbindung in die Fluglinie Kopenhagen–Hamburg–Bremen–Dortmund–Frankfurt(M)–Stuttgart–Zürich.
Bei den Stadtverordnetenwahlen im November 1929 zog der erste Nationalsozialist in das Stadtparlament ein. Im Jahr 1930 gründete der Westerfilder Lehrer Rudolf Knoop unter falschem Namen den Nationalsozialistischen Lehrerbund Westfalen.
Vor der nationalsozialistischen Machtergreifung kam es auf dem Dortmunder Nordmarkt häufig zu Auseinandersetzungen zwischen der kommunistischen Arbeiterschaft der Dortmunder Nordstadt und den Nationalsozialisten. Bei der „Schlacht am Nordmarkt“ am 16. Oktober 1932 starben zwei Menschen, 14 weitere wurden verletzt.

### Nationalsozialismus und Zweiter Weltkrieg
Erst nach dem 1. Februar 1933 wagten die Dortmunder Nationalsozialisten die Machtübergabe an Hitler zu feiern. Der erste Auftritt Hitlers in der Stadt fand am 18. Februar 1933 statt. Im Vorfeld der Reichstagswahlen sprach er auf einer Kundgebung der NSDAP in der Westfalenhalle.
Bei der Reichstagswahl im März 1933 lag der Reichsdurchschnitt für die NSDAP bei 43 %, in Dortmund nur bei 27,6 %. Insgesamt ergab sich für die Stadt das folgende Bild:
- NSDAP 27,0 %
- KPD 23,1 %
- SPD 20,8 %
- Deutsche Zentrumspartei 18,4 %
- DNVP 6,7 %
- Evangelischer Volksdienst 1,9 %
- DVP 1,4 %
- DDP 0,7 %

Unmittelbar nach der Kommunalwahl von 12. März 1933 wurden die gewählten 16 Kommunisten aus dem Rat ausgeschlossen. Die Vertreter der übrigen Parteien ereilte bis zum Juli das gleiche Schicksal. Den Abschluss der Durchsetzung des „Führerprinzips“ auf städtischer Ebene bildeten die Abschaffung der kommunalen Verfassung, die Einführung einer „Bürgermeisterverfassung“ und auf Druck der NSDAP der Rücktritt des Oberbürgermeisters Ernst Eichhoff am 1. August 1933 in den Ruhestand.
Die Gleichschaltung des Pressewesens begann auch in Dortmund unmittelbar nach dem Sieg der Nationalsozialisten. Die durch Fritz Henßler seit 1911 geprägte Westfälische Allgemeine Volkszeitung wurde verboten. Die letzte Ausgabe erschien am 8. April 1933 unter dem Titel Westfälische Post. Aufgrund der Veröffentlichung einer kritischen Hitler-Karikatur des bekannten Pressezeichners Emil Stumpp wurde der Dortmunder General-Anzeiger, die größte außerhalb Berlins erscheinende deutsche Tageszeitung, 1933 von den Nationalsozialisten gleichgeschaltet (siehe auch: Pressegeschichte).
Am 20. April 1933 wurde Adolf Hitler Ehrenbürger von Dortmund. (Die Aberkennung der Ehrenbürgerschaft erfolgte unmittelbar nach dem Krieg in einer der ersten Ratssitzungen.)
Am 20. Juni wurde die Sozialdemokratie verboten, und am 1. Mai 1933 wurden die Gewerkschaften gleichgeschaltet. Einige Anhänger der KPD, der SPD und der Gewerkschaften bildeten illegale Widerstandsgruppen; auch Edelweißpiraten wie Kurt Piehl sind in Dortmund verbürgt. 
Im September 1933 wurden 60 Kommunisten, darunter 10 Funktionäre der KPD-Bezirksleitung, aus dem Polizeigefängnis Dortmund in das Konzentrationslager Papenburg überstellt.
Von 1935 an wurden am Westfalendamm, der damaligen Reichsstraße 1, großflächig Kasernenbauten errichtet.

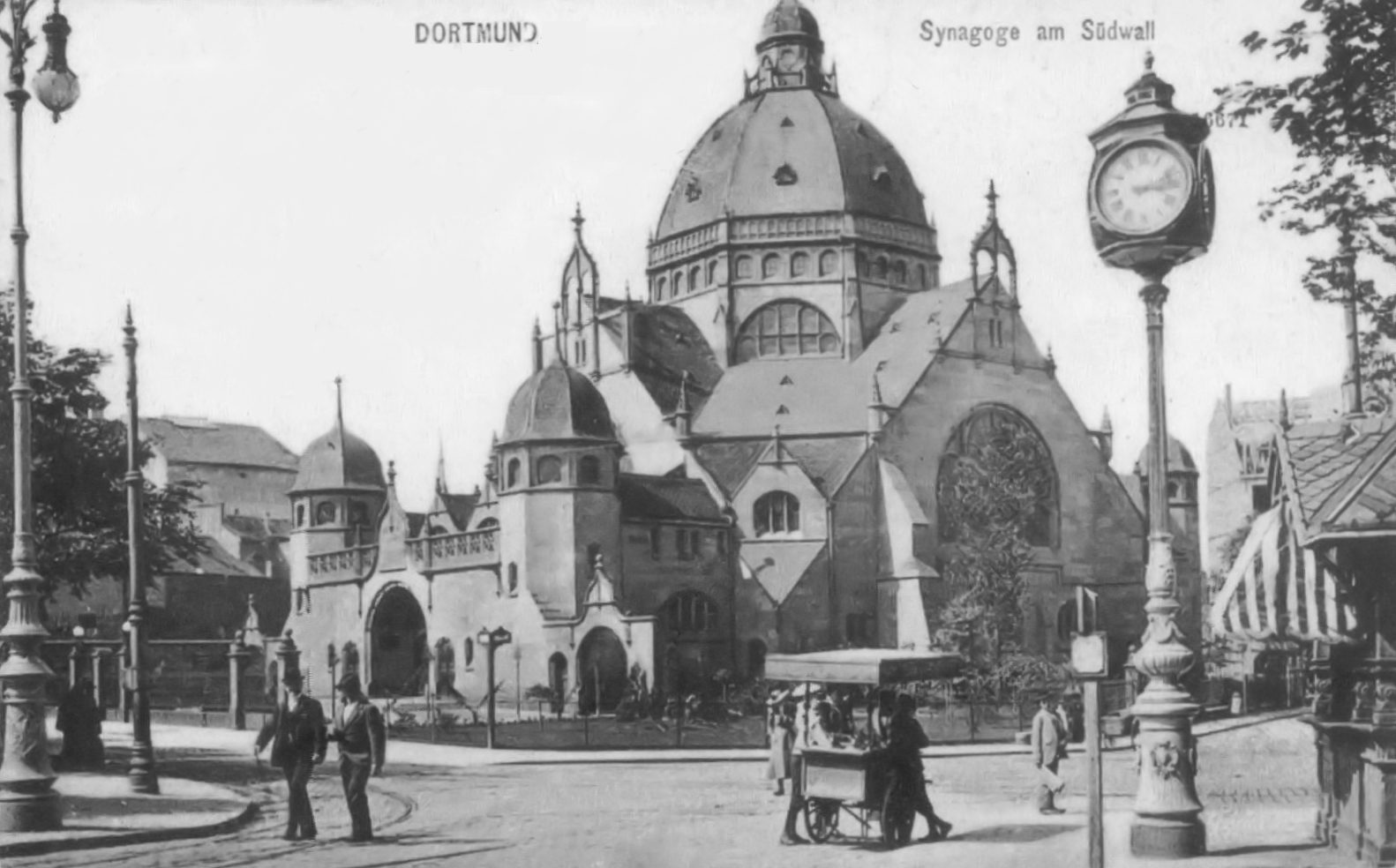
Alte Dortmunder Synagoge, von den Nationalsozialisten abgerissen, Ansichtskarte von 1905

1938 wurde die Dortmunder Synagoge noch vor der „Reichspogromnacht“ im Oktober 1938 angeblich aus städtebaulichen Gründen abgerissen. Auf ihrem Gelände steht heute das Opernhaus; eine Gedenktafel erinnert an die Ereignisse.
Die Synagogen in den Vororten Hörde und Dorstfeld wurden in der Reichspogromnacht von Nationalsozialisten in Brand gesteckt und später abgerissen. Zahlreiche Geschäfte und Wohnungen wurden vor den Augen der Polizei verwüstet und geplündert, jüdische Bürger misshandelt. Die männlichen wohlhabenden jüdischen Bürger wurden anschließend in Konzentrationslager verschleppt, um sie zur Emigration zu nötigen und ihr Vermögen zu arisieren.
Am 27. Januar 1942 wurden von Dortmund aus etwa 1000 Juden aus dem Regierungsbezirk Arnsberg nach Riga deportiert. Die Deportationen erfolgten in der Regel vom Dortmunder Südbahnhof. In weiteren sieben Transporten bis zum 13. Februar 1945 wurden 4000 Juden, Sinti und Roma und andere nicht erwünschte Personen in Konzentrationslager verbracht. Im psychiatrischen Landeskrankenhaus Dortmund-Aplerbeck fanden in dieser Zeit große Gräueltaten statt. Es wurden zirka 340 Zwangssterilisationen vorgenommen. Am 1. Juli 1941 wurden 95 Patienten zuerst nach Herborn transportiert, dann in die Tötungsanstalt Hadamar verlegt und dort innerhalb weniger Tage getötet. Eine zweite Deportation von 77 Kranken wurde am 24. Juli 1941 von Aplerbeck nach Eichberg durchgeführt.
Zwischen dem 5. Mai 1943 und dem 12. März 1945 flog die britische Royal Air Force insgesamt 105 Luftangriffe auf die Stadt, darunter 8 Großangriffe:
- 5. Mai 1943: zirka 100.000 abgeworfene Bomben
- 24. Mai 1943: Bombenlast 2248 t
- 23. Mai 1944: 140.814 abgeworfene Bomben
- 6. Oktober 1944: zirka 165.000 abgeworfene Bomben
- 11. November 1944: Bombenlast 1659 t
- 29. November 1944: zirka 53.520 abgeworfene Bomben
- 21. Februar 1945: Bombenlast 2249 t
- 12. März 1945: Bombenlast 4851 t (Royal Air Force; laut anderer Quelle 4.899 t[22])

Der letzte Angriff auf Dortmund am 12. März 1945 war der schwerste konventionelle Luftangriff, der im gesamten Verlauf des Zweiten Weltkriegs jemals gegen eine Stadt in Europa durchgeführt wurde. Dortmund war eine der am stärksten zerstörten Städte Deutschlands. 95 % des historischen Stadtkerns und 59 % des Wohnraums waren zerstört.
Laut offiziellen Statistiken starben in den Bombennächten nur 6.341 Menschen. Der Grund für die angesichts des Ausmaßes der Angriffe relativ geringen Opferzahlen lag in den vielen Luftschutzbauten, die während des Krieges entstanden. Die gesamte Innenstadt durchzog ein mehrere Kilometer langer Tunnel mit einem Fassungsvermögen von annähernd 100.000 Menschen. Beim Bau der Stadtbahn Dortmund viele Jahre später wurden Fragmente dieses Tunnels wiederentdeckt. 
Die zerstörten Sachwerte addierten sich auf über 6 Mrd. Reichsmark. Alle wichtigen Behörden, Verwaltungen und Geschäfte sowie ein Großteil der vorhandenen Industrieanlagen fielen der Zerstörung zum Opfer.

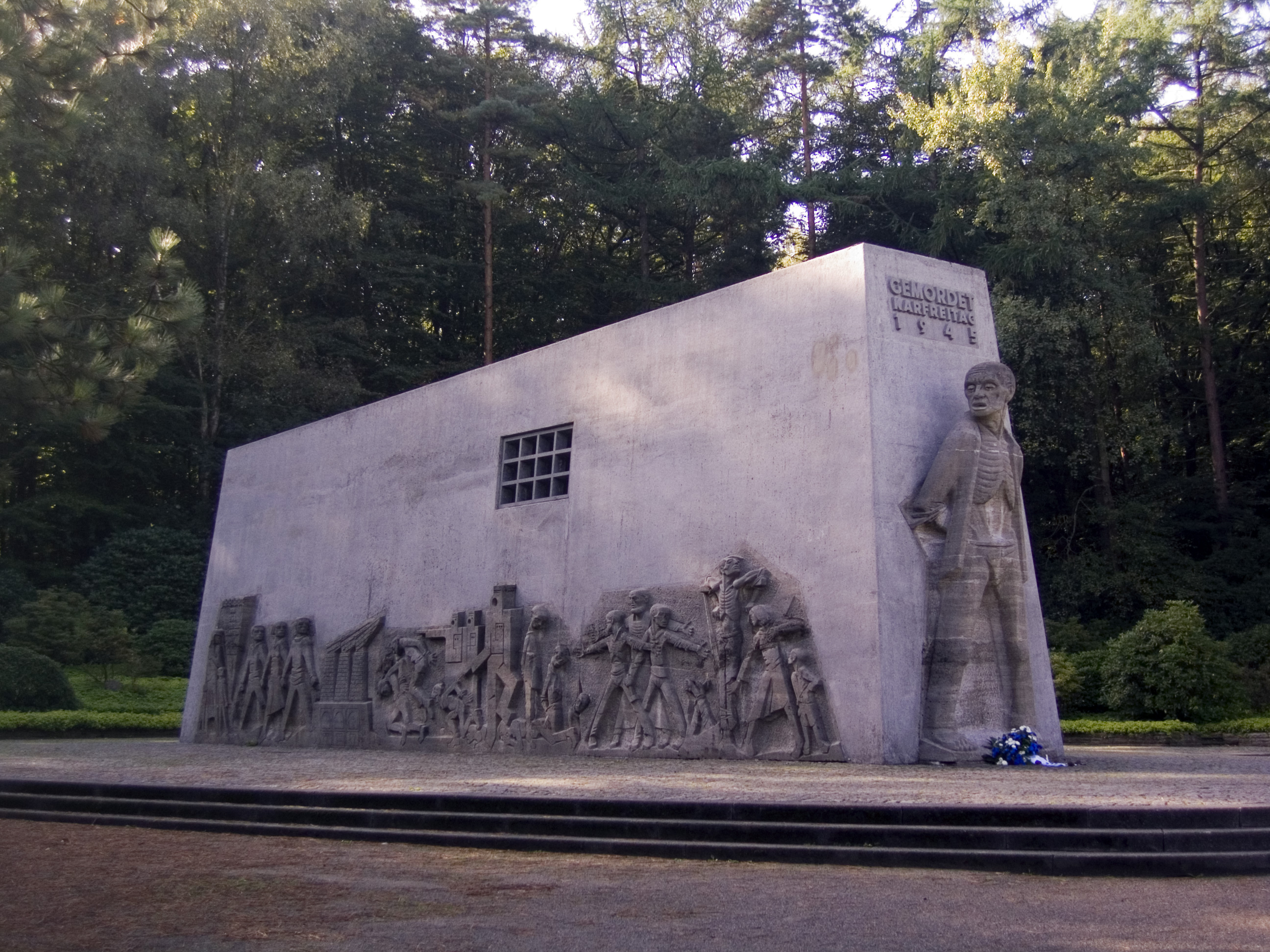
Das Mahnmal Bittermark: Erinnerung an die Kriegsendphasenverbrechen

Unmittelbar nach dem Angriff vom 12. März 1945 wurden die restlichen Häftlinge des KZ-Außenlagers Dortmund ins KZ Bergen-Belsen verlegt.
Vom 7. März bis zum 12. April 1945 wurden auf einer Lichtung im Stadtwald Bittermark, im Rombergpark und auf dem Eisenbahngelände zwischen Hörde und Berghofen etwa 300 Menschen ermordet. Einen Tag später, am 13. April 1945, war Dortmund von US-Truppen besetzt. 
Am 19. April 1945 wurde mit der Exhumierung der Leichen in der Bittermark begonnen. Bei den Getöteten handelte es sich um Zwangsarbeiter aus Frankreich, Belgien, den Niederlanden, Jugoslawien, Polen und Russland und deutsche Widerstandskämpfer, die aus dem Hörder Gestapokeller und der Steinwache in den Rombergpark und in die Bittermark verschleppt und dort ermordet wurden. An diese Endphaseverbrechen erinnert das 1960 errichtete Mahnmal Bittermark.

### Wiederaufbau, Wirtschaftswunder und Strukturwandel

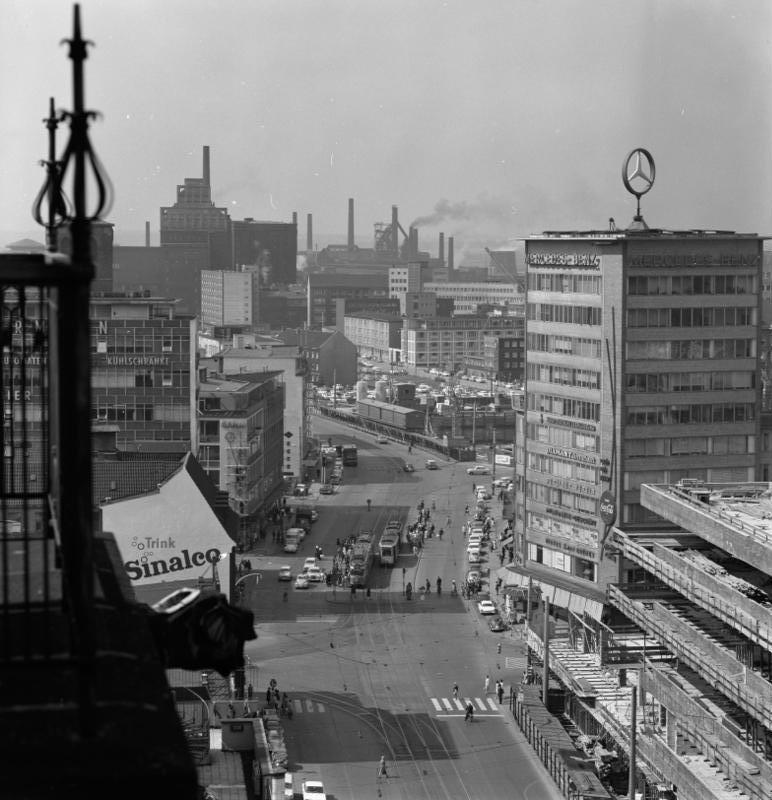
Blick über das Stadtzentrum in Richtung Westen 1966

Da Dortmund nach dem Krieg fast 70 % seines Wohnungsraums einbüßte, wurde zeitgenössischen Berichten zufolge zunächst erwogen, die Innenstadt nicht wieder aufzubauen. Der Wiederaufbau ging insgesamt gesehen aber schnell voran.
Bis Juni 1945 konnten alle Zechen auf Dortmunder Stadtgebiet ihren Betrieb wieder aufnehmen und mit der Förderung von Kohle beginnen. Am 31. Dezember 1945 wurde der erste Hochofen bei Hoesch nach dem Krieg in Betrieb genommen.
Die Westfälische Rundschau erschien am 20. März 1946 als erste Dortmunder Lokalzeitung nach dem Kriege. Später folgten das Westdeutsche Tageblatt sowie 1949 die Ruhr-Nachrichten.
1946 ging die SPD mit 46 % der Stimmen als Sieger aus der ersten Kommunalwahl nach dem Krieg hervor.
Die weltweite Nachfrage nach Stahl und Eisen führte dazu, dass Dortmund bereits 1951 zur größten Industriestadt Nordrhein-Westfalens wurde. Die Höhe der Rohstahlerzeugung in Dortmund wurde nur von Duisburg übertroffen. Bei einer Arbeitslosenquote von 2,3 % herrschte 1952 Vollbeschäftigung und die hervorragenden wirtschaftlichen Bedingungen zogen vermehrt Zuwanderer, insbesondere Flüchtlinge aus den Ostgebieten, an. Schon 1956 zählte Dortmund 624.000 Einwohner. 1965 erreichte die Stadt mit 658.075 Einwohnern einen historischen Höchststand.
Ende der 1950er Jahre begann im Rahmen der Neuordnung der Energieversorgung ein erneutes Zechensterben. Unrentable Bergwerke wurden stillgelegt, was zu massiven Protesten der im Bergarbeitermilieu verankerten Bevölkerung führte. Am „Schwarzen Samstag“, dem 21. Oktober 1967, demonstrierten in Huckarde mehr als 15.000 Menschen gegen die Schließung der Zeche Hansa.
1975 setzte die weltweite Stahlkrise ein. Von den 38.000 Menschen, die noch 1964 in der Eisen und Stahl erzeugenden Industrie arbeiteten, blieben 1986 nur noch 18.000 übrig. Das endgültige Aus kam 2001.
1952 wurde die Dortmunder Westfalenhalle, nach der Zerstörung der ersten im Zweiten Weltkrieg, in ihrer heutigen Form wiedererrichtet. Die Einweihung fand in Anwesenheit von Bundespräsident Theodor Heuss statt.
Am 28. Juli 1962 beschloss der DFB im Goldsaal der Westfalenhalle die Gründung der Fußball-Bundesliga.
1966 gewann die Mannschaft des BV 09 Borussia Dortmund mit einem 2:1-Sieg über den FC Liverpool im schottischen Glasgow als erste deutsche Mannschaft den Europapokal der Pokalsieger.

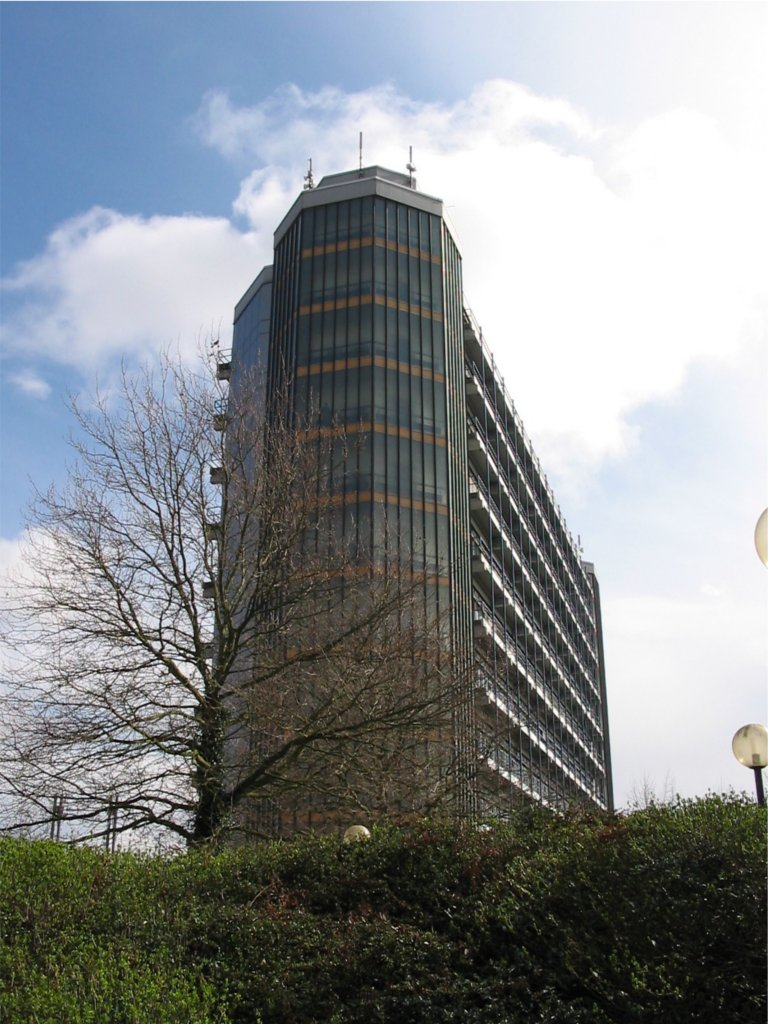
Mathematikgebäude der Technischen Universität Dortmund, Aufnahme von 2003

Am 16. Dezember 1968 wurde in Anwesenheit des Bundespräsidenten Heinrich Lübke und vieler anderer Ehrengäste die Universität Dortmund durch den nordrhein-westfälischen Ministerpräsident Heinz Kühn feierlich eröffnet.
Bereits in den 1960er Jahren begann man mit der Planung eines Stadtbahnnetzes in Dortmund. Aufgrund des zunehmenden PKW-Verkehrs entschloss man sich, den ÖPNV unter die Erde zu verlegen. Hinzu kamen Planungen des Landes Nordrhein-Westfalen, in den elf großen Städten des Ruhrgebietes ein gemeinsames Stadtbahnnetz einzurichten. Im September 1969 entschied der Stadtrat, den Bau einer unterirdischen Stadtbahn zu beginnen. Bereits am 22. Oktober 1969 begannen die Bauarbeiten.
Zur Fußball-Weltmeisterschaft 1974 entstand das Westfalenstadion (seit Dezember 2005 offiziell Signal Iduna Park).
Der Technologiepark Dortmund wurde 1988 in unmittelbarer Nähe der Universität eröffnet.
Anfang des Jahres 1989 wurden erste deutsche Internetanschlüsse in Betrieb genommen. Führend beteiligt war das Projekt EUnet der Universität Dortmund. Als erste der mittlerweile über 10 Millionen .de-Domains wurde die Domain uni-dortmund.de registriert.
Ebenfalls im Jahre 1989 wurden das neue Dortmunder Rathaus und der Friedensplatz eröffnet.

## 21. Jahrhundert
Das erste Jahrzehnt des neuen Jahrtausends stand im Zeichen des Strukturwandels.
Im April 2001 wurden die Stahlwerke Westfalenhütte und Phoenix stillgelegt.
Im Juni 2002 ging mit dem Abschnitt der U 42 zwischen den Städtischen Kliniken und Hombruch ein weiteres Teilstück der Stadtbahn in Betrieb. Damit waren alle Nord-Süd-Strecken des Stadtbahnnetzes vollendet.
Im September 2002 wurde das Konzerthaus Dortmund eröffnet. Es galt als wichtiger Impulsgeber für die Wiederbelebung des Brückstraßenviertels, das in den 1990er Jahren heruntergekommen war und als Treffpunkt der Drogen- und Rotlichtszene galt. Nach der umfassenden Sanierung und bunten Gestaltung zahlreicher Häuser siedelten sich viele Modeläden und internationale Imbissbuden dort an und machten das Viertel besonders für junge Menschen attraktiv.
Am 24. August 2005 wurde der RWE Tower am Platz von Amiens, mit 91 Metern (100 Meter mit Antenne) eines der höchsten Gebäude Dortmunds, eröffnet.
2006 war Dortmund Austragungsort der Fußball-Weltmeisterschaft. Im Halbfinale schied Deutschland in Dortmund 2:0 gegen Italien aus. Alle Spiele der Weltmeisterschaft konnten von den Fußballfans auch auf einer Großbildleinwand auf dem Friedensplatz verfolgt werden. Viele Gäste aus dem In- und Ausland feierten in der gesamten Innenstadt ein großes Fußballfest.
Am 27. April 2008 wurde die Eröffnung des Ost-West-Tunnels gefeiert. Damit galt das gesamte Dortmunder Stadtbahnnetz als vollendet.
Die Eröffnung des Ost-West-Tunnels war gleichzeitig der Startschuss für den Umbau der Kampstraße zu einem Boulevard. Der erste Bauabschnitt, die sogenannte „Westentorallee“, wurde im Jahr 2009 fertig gestellt. Mit dem Umbau des Brüderwegs und des Petrikirchplatzes sollen ab 2011 weitere Bauabschnitte verwirklicht werden.
Am 24. April 2009 erhielt Dortmund den Zuschlag für den Bau des Deutschen Fußballmuseums. Es wurde am 23. Oktober 2015 auf dem Gelände des ehemaligen Busbahnhofs gegenüber dem Dortmunder Hauptbahnhof am Königswall eröffnet.
Am 25. Mai 2009 erhielt die Stadt den von der Bundesregierung verliehenen Titel „Ort der Vielfalt“.
Im Jahr 2010 war Dortmund ein Mitausrichter der Kulturhauptstadt Ruhr 2010.
Am 28. Mai 2010 wurde das Dortmunder U nach seinem Umbau zum Zentrum für Kreativwirtschaft zum Teil eröffnet. Einzigartig ist dabei der größte Bildschirm Deutschlands mit den „Fliegenden Bildern“ des Regisseurs Adolf Winkelmann auf dem Dach des Dortmunder U.
Am 18. Juli 2010 nahm Dortmund am Projekt Still-Leben Ruhrschnellweg teil. Dabei wurde die Autobahn A40 zwischen Dortmund Märkische Straße und Duisburg Häfen für den motorisierten Verkehr gesperrt und für Besucher freigegeben. In Fahrtrichtung Duisburg wurden in der Nacht vom 17. auf den 18. Juli 2010 vom THW etwa 20.000 Biergarnituren aufgestellt, an denen sich Gruppen, Vereine, Familien, Nachbarschaften, Institutionen usw. mit einem eigenen Programm präsentieren durften. Auf dieser Seite war eine Fortbewegung der Besucher ausschließlich zu Fuß erlaubt. Für alle Arten von nichtmotorisierten Fahrzeugen (Fahrräder, Roller, Inliner usw.) waren die Fahrspuren der Gegenrichtung (Fahrtrichtung Dortmund) als Mobilitätsspur freigegeben. Ein Zugang bzw. Verlassen des Schnellwegs war ausschließlich an den Anschlussstellen zulässig, ebenso ein Wechsel zwischen Mobilitäts- und Tischspur. Drei Millionen Besucher nutzten diese außergewöhnliche Möglichkeit, um auf der gesperrten Autobahn zu Flanieren oder sie mit dem Fahrrad zu erkunden.
Am 1. Oktober 2010 begann in Hörde mit einem großen Fest die Flutung des Phoenix-Sees. Der etwa 24 Hektar große See mit einem Fassungsvermögen von ungefähr 600.000 m³ ist auf dem Gelände des ehemaligen Stahlwerks Phoenix-Ost (Hermannshütte) entstanden. Der See war auch ein Baustein bei der Renaturierung der Emscher. Am 9. Mai 2011 wurden alle Fuß- und Radwege und Plätze rund um den See für die Öffentlichkeit freigegeben.
Am 15. September 2011 wurde die auf dem Gelände der ehemaligen Thier-Brauerei entstandene Thier-Galerie eröffnet. Das erste große Einkaufszentrum in Dortmund bietet über 33.000 Quadratmeter Verkaufsfläche mit mehr als 150 verschiedenen Fachgeschäften aus verschiedenen Branchen.